# Tomáš Garrigue Masaryk
Tomáš Garrigue Masaryk, označovaný T. G. M., TGM nebo Prezident Osvoboditel (7. března 1850 Hodonín – 14. září 1937 Lány), byl československý státník, filozof, sociolog a pedagog, první prezident Československé republiky. K jeho osmdesátým narozeninám byl roku 1930 přijat zákon o zásluhách T. G. Masaryka, obsahující větu „Tomáš Garrigue Masaryk zasloužil se o stát“, a po odchodu z funkce roku 1935 ho parlament znovu ocenil a odměnil za jeho osvoboditelské a budovatelské dílo.
Tomáš Masaryk pocházel z chudé rodiny. Otec, původem Slovák, byl kočí, matka pracovala jako kuchařka. Po studiích ve Strážnici, v Brně a ve Vídni roku 1876 promoval filosofickou prací o Platónovi. Za studijního pobytu v Lipsku se roku 1877 seznámil se svou budoucí ženou, Američankou Charlotte Garriguovou, a roku 1878 se s ní v New Yorku oženil. Následujícího roku se ve Vídni habilitoval sociologickou prací o sebevraždě. Po vzniku české univerzity v Praze byl 1882 jmenován profesorem filosofie. Založil a redigoval měsíčník Athenaeum, v počátcích vedl sestavování Ottova slovníku naučného a zapojil se do veřejného života kritikou tzv. Rukopisů. Své studenty vedl ke kritičnosti a vědeckosti v duchu Augusta Comta a jeho program „realismu“ se soustředil kolem týdeníku Čas.
Roku 1890 vstoupil s přáteli do mladočeské strany a v dalším roce byl zvolen poslancem Říšské rady. Hájil jak větší autonomii českých zemí, tak také zájmy jihoslovanských národů, ale pro spory s radikálním vedením strany se roku 1893 mandátu vzdal. Ve snaze kultivovat české politické myšlení se Masaryk začal zabývat dějinami. Navázal na koncept Františka Palackého a přemýšlel o historickém poslání českého národa. Česká reformace a národní obrození jako projevy humanity mají podle něho širší, všelidský význam. Zároveň se ovšem Masaryk zabýval i sociálními otázkami, podporoval osmihodinovou pracovní dobu a všeobecné volební právo. Roku 1899 vystoupil s požadavkem na revizi procesu s Hilsnerem (tzv. hilsneriáda) a proti antisemitským pověrám a předsudkům. Roku 1900 založil Českou stranu pokrokovou, za niž byl roku 1907 a 1911 znovu zvolen (jejím jediným) říšským poslancem. Na základě dlouhodobého studia a četných návštěv v Rusku publikoval od roku 1913 nejprve v němčině své nejrozsáhlejší a ve světě nejslavnější dílo Rusko a Evropa, které bylo posléze vydáno i v češtině a přeloženo do několika jazyků.
Svých styků, znalostí i zkušeností Masaryk bohatě využil, když roku 1914 několikrát cestoval na západ Evropy a prostřednictvím R. W. Setona-Watsona i dalších osobností seznamoval světové politiky s českými požadavky. Roku 1915 pak odcestoval společně s dcerou Olgou do Švýcarska. Nemohl se již vrátit, protože v Rakousku-Uhersku na něho byl vydán zatykač. Jeho spojkou s domovem pak byli Edvard Beneš a další přátelé. Obeslal české krajany po světě, získal jejich podporu a v červnu 1915 v Ženevě poprvé veřejně vyhlásil požadavek samostatného státu. Téhož roku odjel do Londýna, kde se stal profesorem na King's College a přitom neúnavně publikoval a přesvědčoval. Roku 1916 mu Milan Rastislav Štefánik připravil přijetí u francouzského premiéra Aristida Brianda v Paříži, kde posléze vznikla Československá národní rada.
V únoru 1917, když velmoci uznaly tehdy formulovaný československý požadavek, odjel Masaryk do Ruska shromažďovat vojsko, aby svému programu dodal větší váhu. Československé legie měly postupně až 50 tisíc mužů a operovaly hlavně v Rusku, byly však podřízeny Národní radě a zařazeny jako spojenci do francouzské armády. Masaryk sám řídil organizování legií. Po říjnové revoluci a separátním míru Ruska s Německem se vydal z Moskvy přes Sibiř do Japonska, aby připravil přepravu legií do Francie. 7. března 1918 se vydal lodí do Spojených států amerických, protože věděl, že prezident Woodrow Wilson bude mít v poválečném uspořádání světa a zejména střední Evropy velmi významné slovo. V dubnu 1918 do USA dorazil. Přednášel, psal a agitoval zejména mezi krajany a dosavadní velké úspěchy legionářů byly pádným argumentem. Masarykova kniha „Nová Evropa“ přispěla k tomu, že prezident Wilson odmítl rakouské návrhy na federalizaci monarchie a postavil se za sebeurčení slovanských i jiných národů.
Zpráva o revoluci v Praze a vzniku Československa dne 28. října 1918 zastihla Masaryka ještě v Americe, stejně jako zpráva o jeho zvolení prezidentem. Cestou domů navštívil už jako prezident Anglii, Francii a Itálii i české legionáře a 21. prosince 1918 byl triumfálně uvítán v Praze. Hned po volbách roku 1920 byl znovu zvolen, i když získal jen asi 65 % hlasů, a podobně i v dalších volbách roku 1927. Teprve při třetí volbě, v roce 1934, kterou ústava presidentu Osvoboditeli dovolovala a která proběhla jako manifestace pro demokracii, získal 73 % hlasů. Komunisté a slovenští nacionalisté pro Masaryka nehlasovali nikdy. Koncem roku 1935 Masaryk ze zdravotních důvodů abdikoval a 14. září 1937 zemřel. Jeho pohřeb se stal velkou národní manifestací za svobodu a demokracii.

## Život

### Mládí

#### Moravské Slovácko
Masaryk se narodil krátce po bouřlivém revolučním roce 1848, 7. března 1850 v Hodoníně v domě čp. 121. Pokřtěn byl o den později v tamním farním kostele sv. Vavřince jmény Tomáš Jan. Jeho rodiče byli zaměstnanci na statku Nathana Redlicha. Tomášova matka Terezie Masaryková, rozená Kropáčková, (1813–1887) pocházela z Hustopečí. Mluvila lépe německy než česky. Jeho otec Jozef/Josef Maszárik (také Masarik či Masaryk, 1823–1907) byl Slovák a pracoval jako kočí. Byl dlouho negramotný a psát ho naučil až syn Tomáš. Pocházel z Kopčan na Slovensku, které tehdy patřilo do Uherského království; tak vznikla úřední podoba jeho příjmení (Maszárik). Tomáš Masaryk měl dva mladší bratry, Martina (1852–1873) a Ludvíka (1854–1912), jehož hustopečská tiskárna později svou produkcí výrazně podporovala Masarykovo veřejné působení. Další sourozenci, Jan a Františka, zemřeli ještě jako malé děti.
Po absolvování čejkovické obecné školy studoval Tomáš Masaryk i dále na Slovácku – nejprve na reálném gymnáziu v Hustopečích a později na gymnáziu ve Strážnici, které však nemohl dokončit. Praktikoval krátce v hodonínské škole, učil se zámečníkem ve Vídni, později kovářem v Čejči, ale brzy nastoupil jako podučitel hustopečského reálného gymnázia a s pomocí vlasteneckého kněze a kaplana P. Františka Satory se chystal ke studiu na německojazyčném klasickém gymnáziu v Brně. Jeho nemajetní rodiče (otec pracoval jako panský kočí a posléze správce, matka jako kuchařka v panských službách) ho nemohli na studiích vydržovat. Dával proto kondice, jak bylo již tehdy obvyklé.
Někteří publicisté Masarykův původ po otci zpochybňovali především kvůli věkovému rozdílu 10 let mezi jeho rodiči, jejich odlišnému společenskému postavení a vzdělanosti. Vyskytly se i snahy „připsat“ k otcovství TGM jména statkáře Redlicha či dokonce rakouského císaře Františka Josefa I. (císaři bylo v roce narození Tomáše Masaryka 20 let, narodil se 1830). Tato neprokázaná hypotéza rozvádí údajnou císařovu poznámku v osobním deníku z konce roku 1849 „Kropaczek erl.“ (česky „Kropáček/Kropáčková vyřízeno“) jako vztahující se k Masarykově matce a nějakému rozhodnutí. Na přelomu let 2016 a 2017 měla proběhnout analýza DNA Masarykových příbuzných, která měla vyvrátit nebo potvrdit domněnku o jeho příbuznosti s Františkem Josefem I. Analýza byla pozastavena na žádost pravnučky Tomáše Garrigua Masaryka Charlotty Kotíkové.

#### Brno, Vídeň, Lipsko, New York

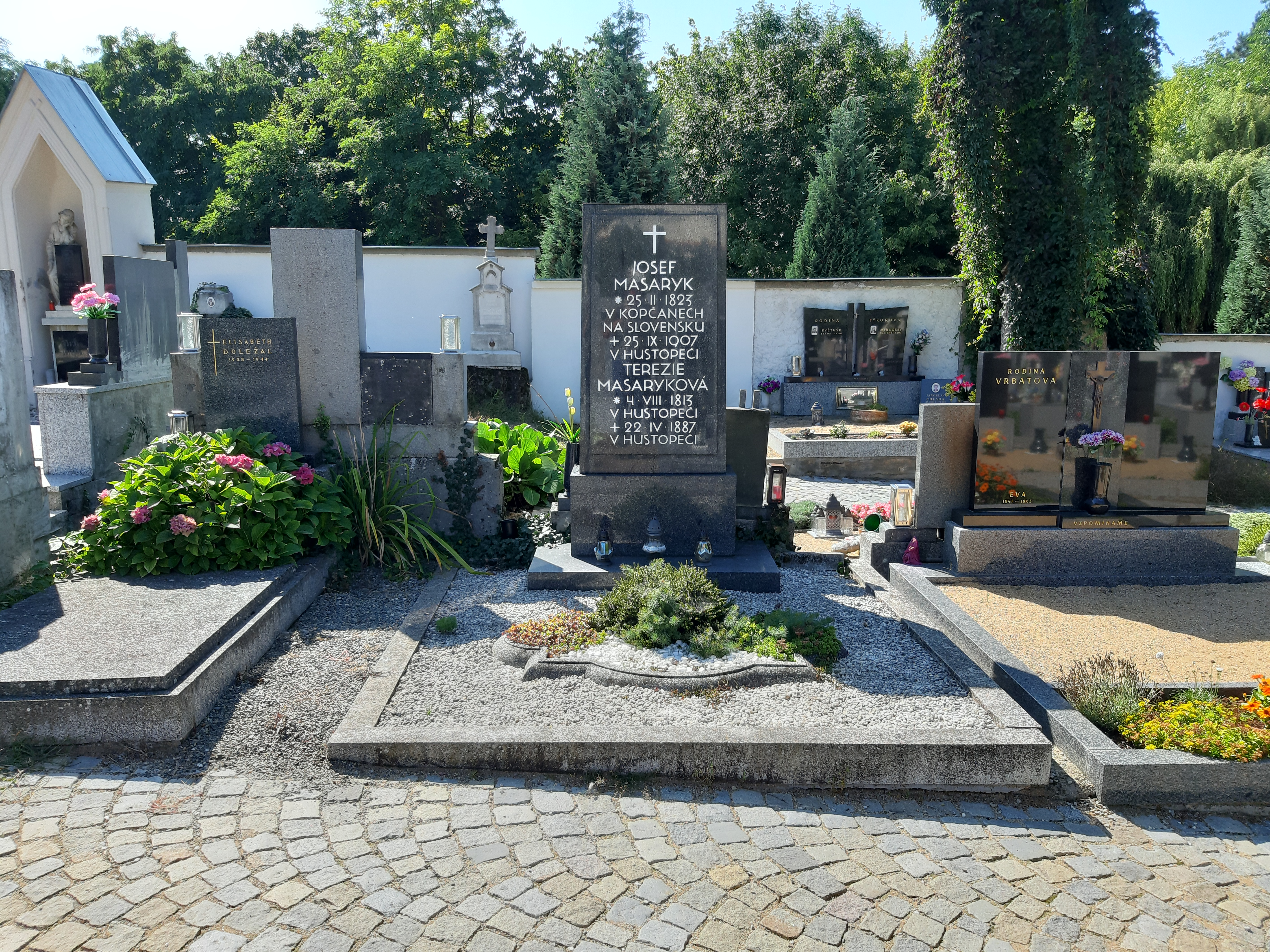
Hustopeče: hrob rodičů Tomáše Garrigua Masaryka

Od 15 let se živil sám jako domácí učitel dětí bohatých rodičů. Na gymnáziu (studia přerušila prusko-rakouská válka 1866) v Brně byl podporován rodinou policejního ředitele Antona Le Monniera, s níž v roce 1869 odešel do Vídně, kde dostudoval na Akademickém gymnáziu. Po maturitě 1872 pokračoval na filosofické fakultě, kde ho silně ovlivnil nový profesor filosofie Franz Brentano, který přišel do Vídně v dubnu 1874. Brentano začínal jako kněz a později se s církví rozešel, ale jeho realistická, i když nikoli ateistická filosofie založená na aristotelismu Masaryka natrvalo poznamenala.
Po smrti Antona Le Monniera si v roce 1873 našel nové místo v rodině Rudolfa Schlessingera, generálního rady Anglo-rakouské banky, jehož syna vyučoval. Jako odměnu za úspěšnou maturitu mladého Schlessingera odjeli roku 1876 společně po Masarykově doktorátu (disertační práce „Podstata duše u Platona“) na cestu po Itálii a Masaryk pak na roční pobyt na univerzitě v Lipsku. Tam se setkal s mladším krajanem E. Husserlem a seznámil s mladou klavíristkou Charlotte Garrigueovou, dcerou newyorského podnikatele, a 10. srpna 1877 se zasnoubili.
Masaryk chtěl ale před sňatkem získat docenturu filosofie na vídeňské univerzitě, což sňatek, narychlo uspořádaný rodinou Charlotty v New Yorku 15. března 1878, pozdrželo. Ve Vídni Masaryk živil rodinu a sebe suplováním na střední škole, přednáškami a kondicemi, ale půjčoval si také od přátel. Habilitoval se v březnu 1879 prací Der Selbstmord als soziale Massenerscheinung der Gegenwart (Sebevražda jako masový sociální jev současnosti) a začal bezplatně přednášet na univerzitě jako soukromý docent. Jeho habilitační práce tam vyšla roku 1881 a vzbudila zájem i v zahraničí. V roce 1879 se narodila dcera Alice a 1880 syn Herbert.
Už jako student byl Masaryk literárně činný, napsal řadu studií a odborných statí. V lednu 1875 se stal předsedou Českého akademického spolku ve Vídni a začal se pravidelně stýkat s rodinou Aloise Šembery (1807–1882), profesora české řeči a literatury na vídeňské univerzitě.

#### Přestup k evangelické církvi
Tomáš Garrigue Masaryk byl člověk nábožensky založený, vychovávaný svou matkou v přísně katolickém duchu. Během studií na gymnáziu však začal o smyslu své víry pochybovat, vadila mu povinná zpověď a pokrytectví katolického náboženského života. Ovlivnilo jej i protestantské prostředí během studií v Lipsku. Pro přestup ke kalvinistické reformované církvi, po roce 1918 sloučené do Českobratrské církve evangelické, se rozhodl po sňatku s Charlottou, vychovanou v unitářském duchu. Událost připomíná nápis na pamětní desce v předsíni evangelického kostela v Heršpicích: „V tomto chrámě dne 31. srpna 1880 byl přijat do církve naší prof. T. G. Masaryk, náš první president.“
Další pamětní deska na evangelickém kostele v Kloboukách u Brna informuje o účasti T. G. Masaryka na bohoslužbách v letech 1878–1882.

Jeho kritický duch jej často vedl do sporů s klerikály. Roku 1908 vystoupil na říšské radě s projevem k tzv. Wahrmundově aféře, jež byla zároveň bojem o svobodu slova na univerzitách. Požadoval, aby náboženské vyučování ve škole bylo prohlášeno za nepovinné a rodiče mohli rozhodnout o náboženské výchově svých dětí, chtěl nahradit náboženské vyučování ve škole mravní výchovou, ale v duchu křesťanském.

### Akademik a politik

#### Spor o rukopisy
Spor o pravost rukopisů Královédvorského a Zelenohorského se stal celonárodní aférou, využívanou i politicky. Masaryk se postavil hned na počátku této fáze sporu (1886) za vědecké prozkoumání jejich původu, a tak se pro velkou část českých vlastenců (např. Jan Neruda, spisovatelka Eliška Krásnohorská nebo básník Adolf Heyduk) stal dokonce „vlastizrádcem“. Poprvé se tehdy dostal do rozporu s veřejným míněním a šel proti názoru „Otce národa“ Františka Palackého. Rukopisné spory pak rušily i relativní klid a pohodu, kterou Masaryk po příchodu do Prahy v období 1882 až 1884 původně měl. Stalo se tak po 13. únoru 1886, kdy v Athenaeu vyšel s jeho doporučením Gebauerův článek, v němž žádá důkladné jazykové, estetické, historické, paleografické i chemické analýzy rukopisů.

#### Praha
Díky rozdělení Univerzity Karlo-Ferdinandovy na českou a německou část dostal místo mimořádného profesora filosofie na nově založené české univerzitě, proto se v létě 1882 s rodinou odstěhoval do Prahy a začal zde přednášet.
V českém prostředí – mnohdy ještě provinčním a politicky určovaném ambicemi českého nacionalismu – si vytvořil mnoho odpůrců. Jak svým otevřeným, rovnostářským přístupem ke studentům, kritikou romantického vlastenčení a přísně vědeckým přístupem k vykládaným tématům, tak u konzervativních katolíků a představitelů katolické církve svými názory na ni. Masaryk z racionálních pozic kritizoval některé rysy katolické církve, její centralismus a dogma o papežské neomylnosti. Viděl nutnost náboženství pro moderní společnost, ale náboženství chápal jako vnitřní a mravní postoj bez mocenských ambicí, jak ho s ním seznámil Brentano a jak je zažil zejména v americkém prostředí své ženy. Jako činorodý člověk se širokým rozhledem a světovými zkušenostmi si ale získal mnoho přátel mezi svými studenty a později i v okruhu lidí kolem revue Athenaeum, kterou založil. Na jejích stránkách poukazoval již v roce 1885 na nutnost zřízení druhé české univerzity (z univerzity v Olomouci, založené roku 1573, již fungovala pouze Teologická fakulta). Roku 1885 se také stal hlavním redaktorem nově vznikajícího Ottova slovníku naučného. Z této funkce ale rezignoval roku 1887 pro nespokojenost Jana Otty s rychlostí a kvalitou práce na slovníku.
Masaryk začal svou činnost na poli politiky. Zde našel spolupracovníky v Josefu Kaizlovi a Karlu Kramářovi a formuloval nový politický směr, který prosazoval „přesné vědecké poznávání věcí proti romantické fantastice“ – realismus. Revue Čas se stala od prosince 1886 tribunou realistů, v níž předávali své názory a postoje poměrně úzkému okruhu veřejnosti, i když podstatně širšímu než intelektuálního periodika Athenaeum. Profesoru Václavu Vlčkovi, v jehož vile „Osvěta“ nad Nuselským údolím od roku 1884 bydlel, pomáhal založit a rozvíjet časopis Osvěta. V této vile se 14. září 1886 narodil jeho mladší syn Jan. Když však propukly rukopisné spory, právě kolem tohoto měsíčníku „Osvěta“ se zformovala skupina obránců rukopisů vedená profesory historie V. V. Tomkem a J. Kalouskem a Masaryk musel Vlčkovu vilu opustit.
Masaryk hledal politické uskupení, kde by mohl prosazovat své zásady a názory. Po neúspěšných jednáních realistů se Staročechy byli koncem roku 1890 přijati k Mladočechům, s nimiž na jaře 1891 získali mandáty do Říšské rady (celorakouského parlamentu), v prosinci 1891 byl Masaryk zvolen do českého zemského sněmu. Ještě v témž roce předložil ve Vídeňské říšské radě návrh na zřízení druhé české univerzity na Moravě. Této otázce se věnoval i v dalších letech – ve svých článcích a sháněním podpory mezi vědeckou veřejností a studenty. V září 1893 se ale obou mandátů vzdal kvůli sporům s radikálním vedením strany. Přispěla také skutečnost, že se mu rodina rozrostla o další dvě děti – Jana a Olgu.
V roce 1897 byl jmenován řádným profesorem a i nadále byl literárně činný. Napsal mnoho studií i vědeckých statí a také psal články do odborných časopisů, jako byly Naše doba nebo Čas (který v letech 1901–1915 vycházel jako deník), na jejichž vzniku se aktivně podílel.

#### Hilsneriáda

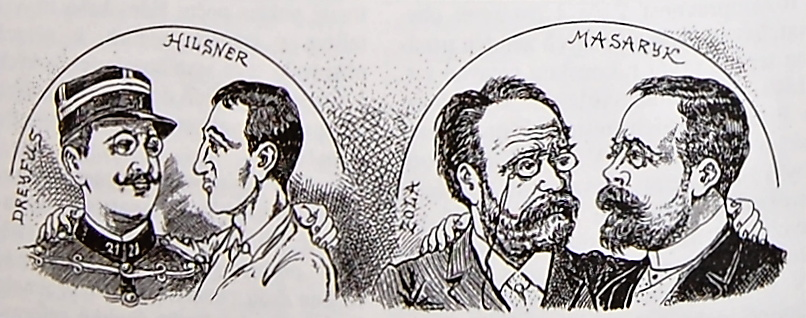
Dobová karikatura srovnávající protagonisty hilsneriády a Dreyfusovy aféry

Masaryk kritizoval omezený rozhled a okruh zájmů českých politických i kulturních kruhů. Příčil se mu český nacionalismus a vystupoval i proti pověrám antisemitismu. V roce 1899 se zasadil o obnovení procesu se Židem Leopoldem Hilsnerem, který byl odsouzen za vraždu mladé Češky Anežky Hrůzové v Polné. Podle pověry, že Židé užívají krev mladých křesťanů při svých obřadech, část veřejnosti vraždu považovala za „rituální“. Podobně jako za sporů o Rukopisy byl opět vystaven ostrým útokům, a to i ze strany studentů, dokonce uvažoval o odchodu do země své ženy, ale Charlotta jej utvrdila, že jeho místo je právě v Česku. V Čapkových „Hovorech“ Masaryk vzpomíná na proces v Polné a tzv. hilsneriádu takto: „Zlá kampaň byla ta „hilsneriáda“, když jsem se musel rvát s pověrou o rituální vraždě. Já jsem se zprvu o ten Hilsnerův proces nezajímal, ale přijel za mnou můj bývalý žák z Vídně, spisovatel Sigismund Münz, Moravan, a ten mě přiměl k tomu, že jsem vystoupil. O rituální pověře jsem znal knihy berlínského teologa Starcka, který vypsal vznik a historii té pověry. Řekl jsem panu Münzovi svůj názor o věci a on to oznámil veřejnosti v Neue Freie Presse. Tím jsem se dostal do té mely.“ Krom jiného sepsal a vydal dvě brožury o nutnosti revize polenského procesu, které jsou pracemi téměř detektivními.

#### Před válkou

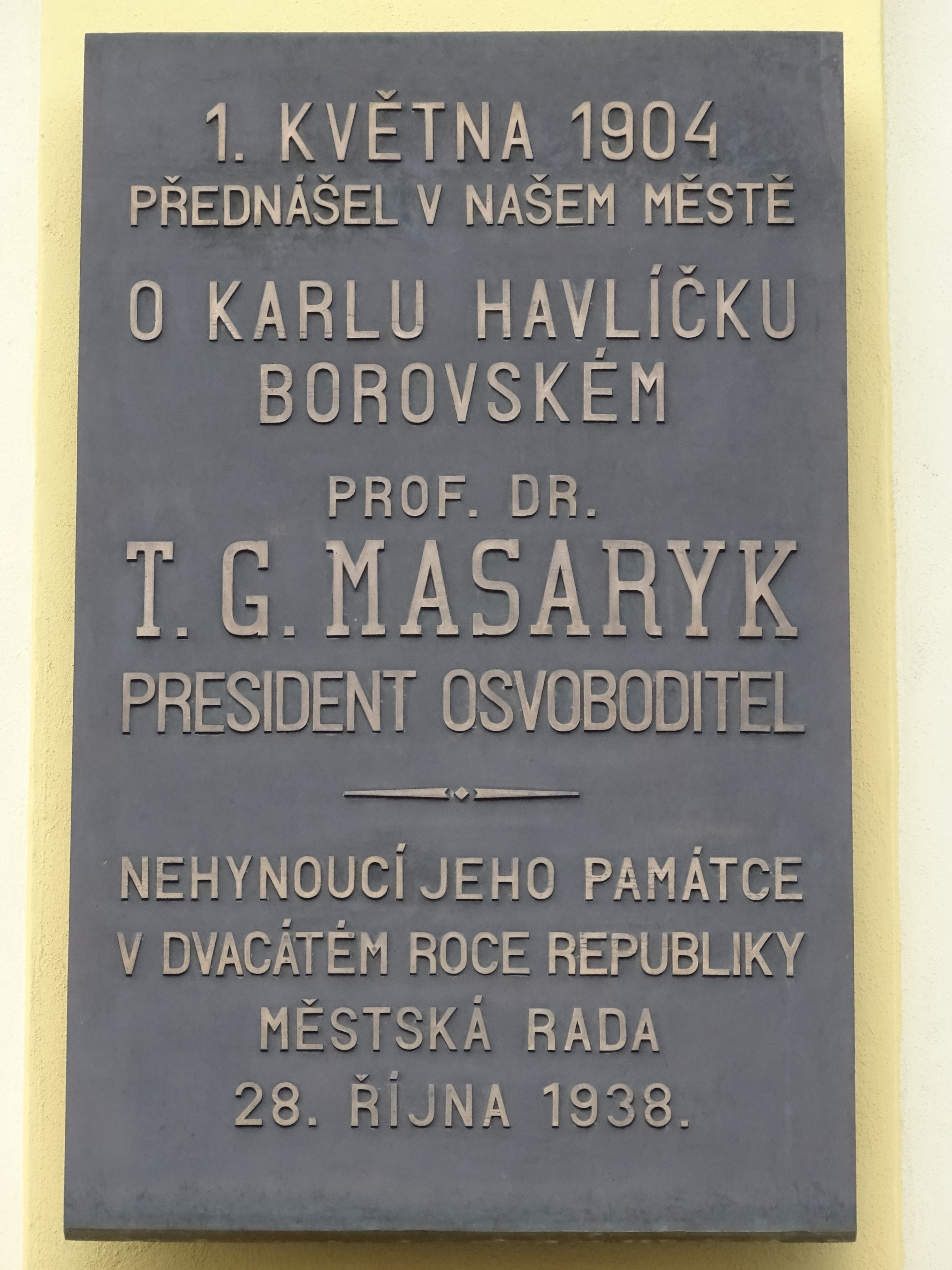
Přednáška a pobyt T. G. Masaryka v Letohradě

Na přelomu března a dubna 1900 založil Masaryk Českou stranu lidovou – pokrokovou, později známou jako Realistická strana. V té době nejen usilovně publikoval, ale i přednášel v různých českých i moravských městech.
V letních měsících roku 1902 přednášel na pozvání milionáře Charlese R. Cranea na Chicagské univerzitě a uspořádal mnoho veřejných vystoupení zejména pro americké Čechy a Slováky. Podobně v roce 1907, kdy se účastnil kongresu o náboženské svobodě v Bostonu.
V letech 1907 a 1911 byl dvakrát zvolen poslancem vídeňské Říšské rady. V roce 1909 odhalil domnělé dokumenty o velezradě Chorvatů a Srbů jako podvrhy z dílny ministra zahraničí von Aehrenthala, který jimi chtěl legitimovat rakouskou anexi Bosny. Roku 1912 předložil návrh na zřízení druhé české univerzity v Brně, a na podporu této interpelace přiložil přes sedm tisíc petic, v nichž se česká, moravská i slovenská města a obce vyslovily pro její urychlené zřízení. Roku 1913 začal v němčině vydávat své nejrozsáhlejší dílo Rusko a Evropa, hojně překládané a stále citované, protože je založeno nejen na důkladném studiu ruské odborné i krásné literatury, ale také na osobních setkáních a vlastních zkušenostech z cest do Ruska (1888, 1889, 1910).

### První světová válka

#### Změna Masarykova postoje

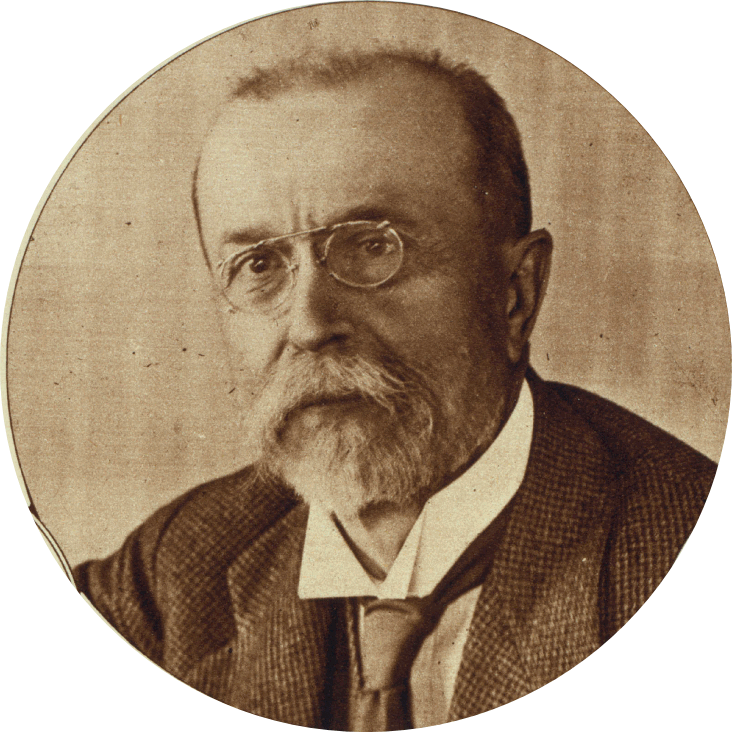
Masaryk začátkem 20. století

Zpráva o vyhlášení první světové války jej zastihla v červenci 1914 na dovolené v saském Bad Schandau. Viděl, jak Němci rukují s nadšením a „spořádaně“, což u Čechů nepozoroval. Po špatných zkušenostech z Říšské rady s Rakouskou vládou a zahraniční politikou Masaryk na začátku první světové války opustil svůj původní názor, že bude možné Rakousko-Uhersko reformovat do moderní federace, svazku autonomních zemí. Začal naopak promýšlet a připravovat nezávislost národů a vystoupení českého národa z Rakouska-Uherska. V knize „Nová Evropa: Stanovisko slovanské“ ospravedlňoval boj proti monarchii a nutnost lepšího státoprávního uspořádání ve východní Evropě, zároveň pokračoval v tradici úvah o možném uspořádání Evropy jako federace demokratických států. O 50 let později na jeho myšlenky navázali zakladatelé Evropské unie.
V úsilí o dosažení politické samostatnosti působil jako hlavní činitel mezi těmi, kteří na zviditelnění českého národa pracovali. Během války přesvědčoval státníky velmocí o potřebnosti a užitečnosti samostatného českého státu.

#### Odjezd z Česka, projev v Ženevě
Už na podzim 1914 se Masaryk vydal na kratší zahraniční cesty do západní Evropy, jak kvůli předání tajných dokumentů, tak aby získal doma těžko dostupné informace. V prosinci se pak vypravil do Itálie a odtud do Švýcarska. V Ženevě jej pak zastihlo varování přátel, že na něj byl v Rakousku-Uhersku vydán zatykač a že se za žádnou cenu nemá vracet.
V Reformačním sále univerzity v Ženevě pronesl Masaryk 6. července 1915 svůj slavný projev k pětistému výročí upálení Mistra Jana Husa, ve kterém vyhlásil boj habsburské nadvládě: „Odsuzujeme násilí, nechceme a nebudeme ho užívat. Avšak proti násilí budeme se hájiti třeba železem.“ V blízkém Chamonix pod horou Mont Blanc ve Francii se setkal s Milanem Rastislavem Štefánikem, který tam působil jako meteorolog a k Masarykovi se sám přihlásil. Ve Švýcarsku získal Masaryk srbský pas. Obdivoval organizovanost a dobré utajení sicilské Mafie, proto se česká odbojová organizace, jako tajný spolek, nazvala Maffie. Masarykovy přátele nazval „mafiány“ již v osmdesátých letech devatenáctého století rozzlobený Julius Grégr, protože neustále a vytrvale zneklidňovali tehdejší politickou elitu svojí kritikou, připomínkami a návrhy. Právě oni se za první světové války stali hnací silou odboje a profesor Masaryk je poháněl z exilu.

#### Pobyt ve Francii a Anglii, spolupráce s Benešem a Štefánikem

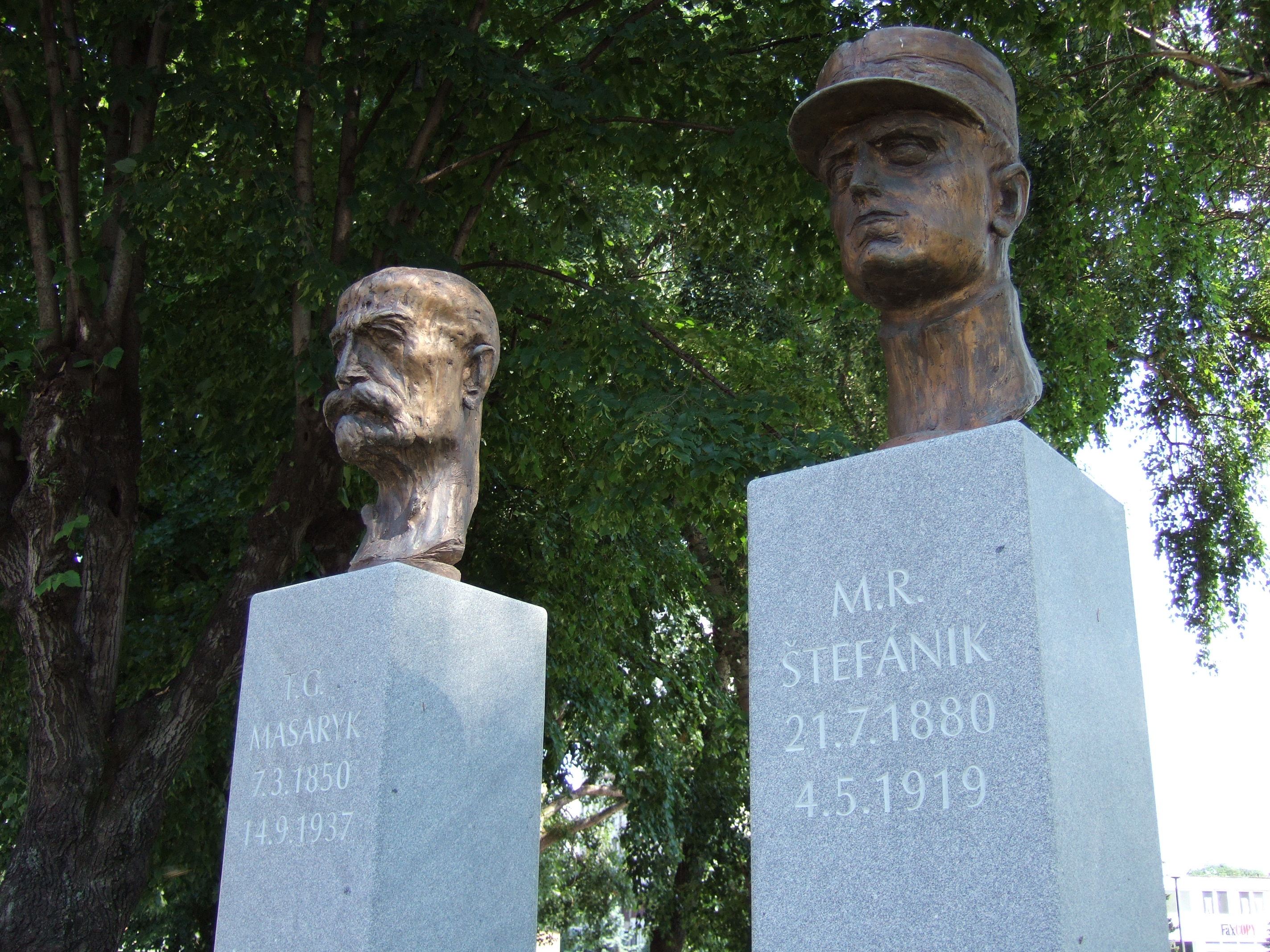
Masarykův a Štefánikův pomník v Košicích na Slovensku

V září 1915 emigroval za Masarykem Edvard Beneš a oba přesídlili do Francie, kde se k nim připojil Milan Rastislav Štefánik (1880–1919), ve Francii naturalizovaný a s potřebnými styky. Masaryk oba dobře poznal v dobách jejich pražských studií (byl jejich učitelem na univerzitě), kdy je podporoval. Československé akce v Paříži svěřil Benešovi a sám ještě v září toho roku přesídlil do Londýna. Na londýnské univerzitě King’s College dostal Masaryk profesuru „pro slovanské věci“ a pozornost si získával přednáškami, veřejnými vystoupeními (například proti rakouskému ministrovi Aloisi Aehrenthalovi), žurnalistickou činností a osobními styky.
Také svou literární prací o Rusku, na které stále pracoval a jejíž části zveřejňoval – Rusko a Evropa, Rusko a Evropa a svět (Russia and Europe, The Spirit of Russia, The Spirit of Russia and the World). Jako předseda Československé národní rady, založené v roce 1916 v Paříži, budoval vytrvale zahraniční odboj a zdaleka se nespokojil pouze s vytvořením politické organizace. Koordinoval také zpravodajskou činnost nejen nitkami z domova, ale i z celého světa. Dostával dokonalé informace o špionážní, sabotážní a záškodnické činnosti Německa a Rakousko-Uherska v USA, kde mu informační službu zprostředkoval Emanuel Voska. Měl přehled i o situaci v Rusku.

#### Pobyt v Rusku, vytváření československých legií

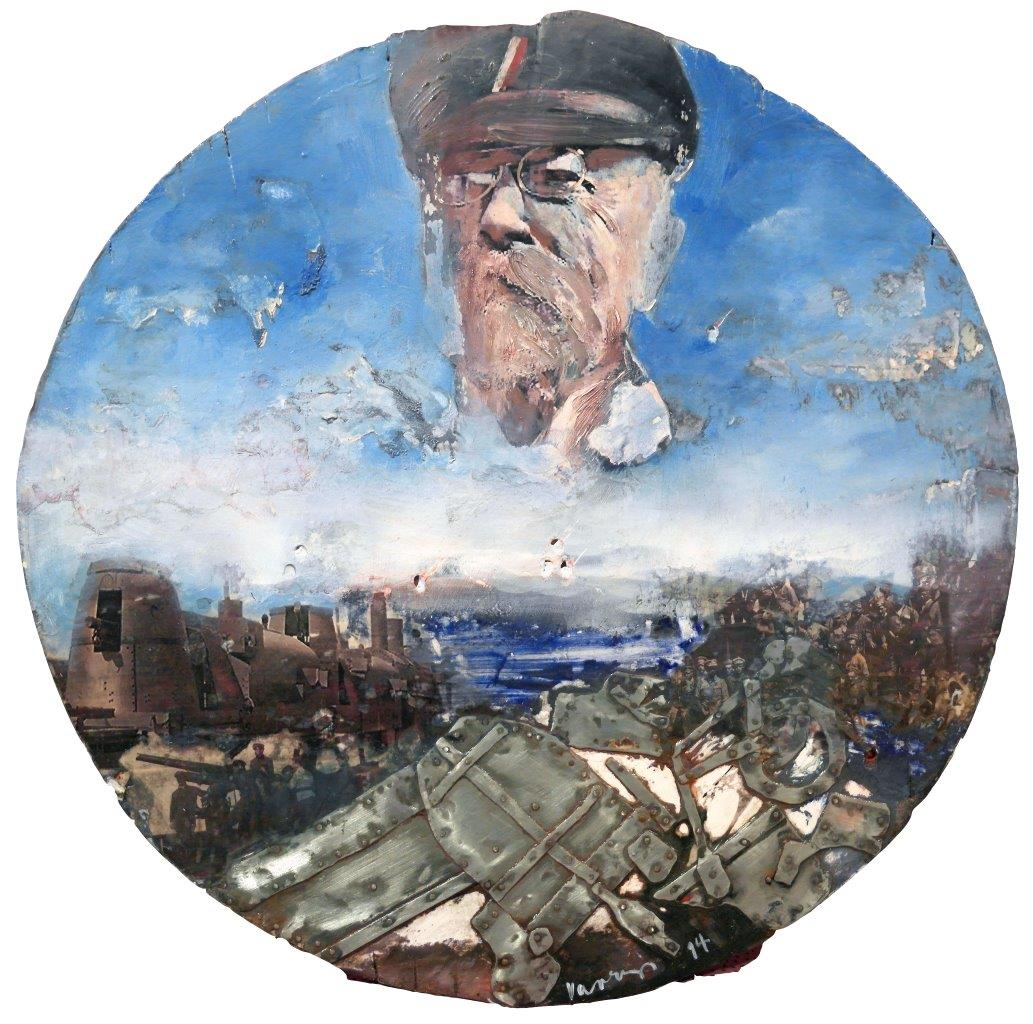
„Tomáš Garrigue Masaryk na Sibiři“; autor: Pavel Vavrys; 2014; malba na dřevě – kruhový „střelecký terč“ o průměru 60 cm; z cyklu Česká paměť

Ve vybudování silných zahraničních jednotek budoucího státu viděl Masaryk další nutný krok k jeho uskutečnění. Po únorové revoluci v Petrohradě přesídlil do Ruska, kde dal rozhodující podnět k sestavení dalších samostatných československých legií z českých a slovenských přeběhlíků, zajatců i Čechoslováků žijících na Rusi. Po Zborovské bitvě (2. července 1917) vybudoval do konce roku 1917 více než padesátitisícovou armádu a zasloužil se o stejný počet dobrovolníků v zajateckých spolcích, kteří byli zálohou pro vstup do čs. legií. Tehdejší Pražský pluk legií (později jejich pátá divize) nabídl T. G. Masarykovi symbolické „vlastnictví“ pluku, které TGM přijal a ještě za demokratické poúnorové ruské vlády bylo realizováno a schváleno.
Vojskem byl přijímán jako jeho nejvyšší velitel–„tatíček“ a ruská generalita mu prokazovala úctu, náležející prezidentovi ještě neexistujícího státu: čestné stráže, vojenské přehlídky a vítání místním obyvatelstvem. Masaryk byl oslovován jako „gospodin preziděnt“. K budování legií využíval Masaryk prostřednictví českých časopisů v Rusku (Čechoslovák a další), ale angažoval se i přímo na místě, návštěvami zajateckých táborů, nemocnic s raněnými vojáky i vzniklých osmi pluků vojska pěšího, několika jednotek dělostřeleckých a záložního korpusu. Jako příznivec letectví zřídil u legií v Rusku i leteckou školu. Podporoval též kronikáře, fotografy a filmaře pluků a dbal, aby u každého pluku byla i dobrá vojenská hudba, jejichž kapelníky byli i známí hudební skladatelé (např. skladatel Novotný padl v bitvě proti bolševikům na Mechové hoře po incidentu u Zlatoustu). Zařizoval jim zimní ubytování, promýšlel jejich taktiku, jmenoval velitele, zasloužil se o uznání legií jako součásti francouzské armády, propočítával a navrhoval cestu legií na francouzská bojiště včetně potřeby 256 ešalonů, byl „kvartýrmajstrem“ legií na transsibiřské magistrále.

#### Pobyt v USA a vliv na prezidenta Wilsona
Do první světové války vstoupily v dubnu 1917 na straně západních spojenců i Spojené státy americké. Po tzv. Velké říjnové revoluci a svržení Prozatímní vlády Alexandra Kerenského v listopadu 1917 se zcela změnila celková situace v Rusku, když byl v Brest-Litevsku uzavřen separátní mír bolševického Ruska s Německem, a tím i podmínky pro působení československých legií na jeho území. Z tohoto důvodu se Masaryk rozhodl k daleké cestě přes Sibiř a Japonsko do USA, aby tam působil na prezidenta Woodrowa Wilsona, který tehdy již převzal evropské názory o možné transformaci rakouské monarchie do národnostně svobodného svazku autonomních států. To ovšem ještě neznamenalo podporu vzniku zcela samostatných států a zánik mnohonárodnostního Rakouska-Uherska. Během strastiplné cesty lazaretním vlakem, na kterou se vydal v den svých 68. narozenin 7. března 1918, nejen zajišťoval místa budoucího pobytu legií, ale tvořil též svůj známý spis „Nová Evropa“. Ještě z Tokia, kam dorazil z Vladivostoku přes tehdy Japonskem okupovanou Koreu a poté na lodi, poslal prezidentu Wilsonovi memorandum o stavu Ruska, v němž zdůraznil význam a úspěchy Československých legií. Dosáhl tak předpokládané pozornosti a účinku. Dle novináře Karla Pacnera doporučil tehdy Masaryk západním spojencům, aby uznali ruskou bolševickou vládu. Toto tvrzení je ale zavádějící, Masaryk doporučil uznat bolševickou vládu de facto, ale byl i později proti uznání de iure. Odpor k uznání bolševiků de iure vyčítali Masarykovi ještě po 2. světové válce naši komunisté (v dále uvedeném zdroji z roku 1953 jsou citovány dva dopisy Masaryka Benešovi na toto téma z roku 1922, pod nadpisem „Masaryk a Beneš se snaží všemi silami zabránit uznání SSSR de jure“). Z tohoto zavádějícího tvrzení novináře Pacnera vyvodil pak další novinář Vladimír Mertlík v Reflexu jiná nepravdivá tvrzení o Masarykovi („[doporučení uznání bolševické vlády] je jeden z Masarykových tragických omylů, vyplývající z historického odporu vůči všemu německému a romantického okouzlení slovanstvím“). S tvrzením o „odporu ke všemu německému“ není těžké polemizovat: Masaryk byl znalcem německé filosofie a literatury („Pamatuju se, jak jsem si v Brně kupoval Kobrovu Bibliotéku, kde vycházel Rubeš, Klicpera a jiní ti starší páni – a já je měřil Goethem a Lessingem!“), žil zpočátku 12 let ve Vídni a do Prahy se mu moc nechtělo („Šel jsem jaksi nerad. Měl jsem jisté obavy ze své češtiny a bál jsem se tehdejších českých poměrů literárních a filosofických. Prahy jsem neznal...“). „Romantické okouzlení slovanstvím“ vyvrací opět sám Masaryk zmínkou v Hovorech s T. G. M.: na otázku Karla Čapka k panslávskému programu odpovídá Masaryk takto: „...už Nerudovi se nelíbilo ‚slovanské žvanění‘. Je přece tolik rozporů mezi slovanskými národy; i my je máme. Dnes jsou všichni slovanští národové až na Lužičany svobodní, budeme se tedy každý starat především o povznesení národa svého. (...) Nepodceňuji citovou hodnotu slovanské vzájemnosti; ale vidím v ní stupeň k vzájemnosti širší a nejširší. Už Kollár hlásal vedle vzájemnosti slovanské také vzájemnost s národy neslovanskými!“
Dne 29. dubna 1918 Masaryk dorazil do kanadského Vancouveru a 5. května byl ke svému překvapení přijat jásajícími davy u Michiganského jezera v Chicagu a bezmála dvousettisícovým průvodem na jeho počest. Byl žádán o projevy a zasypáván květinami. V Americe zorganizoval velkou přesvědčovací kampaň mezi americkými Čechy a Slováky na podporu samostatného československého státu. K nim se připojili i představitelé Rusínů. Po sepsání Clevelandské dohody pak následně 31. května 1918 podepsali zástupci krajanů v Pittsburghu Pittsburskou dohodu o společném státu.
Masaryk jednal s diplomaty řady zemí, organizoval zpravodajství, psal do novin a přednášel. K přesvědčení americké veřejnosti a státníků o československé věci pomohly i Masarykovy dobré styky s představiteli krajanů a vlivnými osobnostmi z jeho předcházejících návštěv u rodiny jeho manželky Charlotty a z tehdejších veřejných vystoupení. Prezidentovi Wilsonovi jeho poradci doporučovali, aby k poradám o ruské otázce přizval Masaryka jako znalce ruské problematiky. Do Bílého domu dorazil Masaryk 19. června. Přesvědčoval Wilsona, že válku je možno vyhrát jedině tehdy, bude-li rozbito Rakousko-Uhersko, největší spojenec Německa. Žádal o americkou pomoc s dopravou Československých legií z Ruska do Evropy, vyslovil se ale proti zamýšlené západní intervenci v občanské válce v Rusku.
18. října 1918 Wilson veřejně změnil svoje dosavadní stanovisko a přispěl tak rozhodujícím způsobem k rozpadu Rakouska-Uherska. Podpořil tím i vznik samostatného Československa. Masarykova Washingtonská deklarace se tak stala v podstatě zakládající listinou nového demokratického československého státu, Republiky československé, ke dni 28. října 1918.

### Prezident Československa

#### První období (1918–1920)
Cesta po Evropě
Československo bylo mezinárodně uznáno za samostatný stát a Masaryk byl 14. listopadu 1918 zvolen prvním prezidentem. Spolu s dcerou Olgou se ze Spojených států do vlasti vrátil lodí Carmania, po přistání v Británii a přeplavení do Francie pak dále vlakem přes Itálii a Rakousko až do Prahy. Ve Francii se setkal s prezidentem Raymondem Poincaré a 9. prosince 1918 provedl v Darney přehlídku Československých legií. Citát z jeho tamějšího projevu zní: „Bratři, vy jste to vyhráli, dejme teď jen pozor, když jsme na kopečku, abychom tam zůstali!“.
V Itálii přijal Masaryka se všemi poctami král Viktor Emanuel III.
Cesta po českém území, první projev ve vlasti a prezidentský slib
Čerstvě vytyčené československé hranice překročil Masaryk se svým doprovodem (jeho vlak měl 19 vagonů a dvě lokomotivy, před ním jel vlak s legionáři) v pátek 20. prosince 1918 v Horním Dvořišti na rakousko-české hranici, kde ho přivítalo nově zvolené Revoluční národní shromáždění Republiky československé. První veřejné vystoupení měl v Českých Budějovicích na zcela zaplněném hlavním náměstí, které bylo po něm pojmenováno. Triumfální prezidentův návrat do vlasti natáčel pozdější filmový režisér Svatopluk Innemann. Následující den 21. prosince Masaryk krátce veřejně vystoupil ve Veselí-Mezimostí, v Táboře a Benešově a pak pokračovala jeho cesta do Prahy, kde byl přijat davy občanů v průběhu slavnostní cesty hlavním městem. Začala projevy po vystoupení z vlaku na Wilsonově nádraží, kde hlavní uvítací projev přednesl spisovatel Alois Jirásek, kantátou Vítězslava Nováka „Sláva Tobě, Masaryku“, pokračovala triumfální jízdou přes Václavské náměstí, slavnostními fanfárami ze Smetanovy opery Libuše z lodžie Národního divadla, dále na zcela zaplněné Staroměstské náměstí a odtud po slavnostních projevech krásně vyzdobenou Mikulášskou ulicí (dnes Pařížskou třídou) na Malou Stranu.
Ve Sněmovní ulici pak Masaryk složil první oficiální slib prezidenta republiky Národnímu shromáždění. Odmítl Kramářův návrh ústavy, podle kterého měl být prezident Československa spíše ceremoniální postava bez velkých pravomocí. K triumfální cestě rozjásanou Prahou použil spolu s předsedou sněmovny Františkem Tomáškem zcela odkrytý automobil Laurin & Klement 200 řady S (místo císařského kočáru, který mu byl nabízen) „jakožto dopravní prostředek nový a demokratický“. Do kočáru rakouského císaře, který pro slavnostní jízdu opatřil ve Vídni vyslanec Vlastimil Tusar, zasedli Masarykův syn Jan a dcera Olga, která prezidenta doprovázela na cestě z Ameriky.
Teprve pak mohl navštívit svou manželku Charlottu Masarykovou ve veleslavínském sanatoriu a vyzvednout ji odtud.
V neděli 22. prosince 1918 přednesl na Pražském hradě své „První poselství“.
Založení Masarykovy univerzity a Masarykovy akademie práce
V roce 1919 podepsal jako prezident zákon č.50 Sb.z. a n., kterým byla v Brně zřízena druhá česká univerzita se čtyřmi základními fakultami, která dostala jméno po svém zakladateli – Masarykova univerzita. 28. ledna 1919 tam byly ustaveny fakulty lékařská, právnická, přírodovědecká a filozofická.
V Praze v témže roce zahájila s Masarykovou podporou po několikaleté přípravě svoji činnost badatelská technicko-ekonomická samosprávná instituce nazvaná Masarykova akademie práce, jejímiž členy byli většinou profesoři a vedoucí ústavů technických vysokých škol. Návrh na její zřízení byl podán Národnímu shromáždění v den příjezdu prezidenta do vlasti 20. prosince 1918, vznik byl potvrzen zákonem č. 86 Sb. z. a nařízením ze dne 29. ledna 1920.
Územní spory
Po vzniku Československa v roce 1918 vyhlásili Němci žijící v pohraničních oblastech ve dnech 29. a 30. října 1918 čtyři autonomní provincie, rozkládající se podél hranic s Rakouskem a Německem, jež požadovaly nezávislost na Československu a přičlenění k Německému Rakousku, potažmo k nově vzniklé Německé republice. Sudetští Němci se uchýlili k víceméně pasivnímu odporu vůči českému vojsku, které od 31. října 1918 do 28. ledna 1919 postupně vojensky obsazovalo Sudety.
Během sedmidenní války s Polskem v lednu 1919, probíhající v rámci československo-polského sporu o Těšínsko, nastal jeden z řídkých sporů mezi Masarykem a Edvardem Benešem, hlavním československým vyjednavačem na Pařížské mírové konferenci. Zatímco Masaryk ozbrojený vstup na Těšínsko podporoval, Beneš naopak v Paříži vnímal nevoli vedoucích států Dohody k tomuto vstupu a byl proto proti němu.
Počátkem listopadu 1918 začalo docházet ke střetům mezi Maďary a československými vojenskými jednotkami. V dubnu 1919 proběhl v Maďarsku bolševický převrat, po němž se maďarská armáda pokusila dobýt Slovensko a Sedmihradsko, čímž vyvolala válku s Československem a Rumunskem. V této válce Československo získalo kontrolu nad územím Slovenska, které před válkou bylo součástí Uherska.

#### Druhé období (1920–1927)
Dne 27. května 1920 byl zvolen TGM prezidentem republiky podruhé a k volbě přijel s Františkem Tomáškem opět zcela otevřeným automobilem, tentokrát Praga Grand, typu G. Prezident Masaryk otevřeně podporoval sionismus, tedy ideový směr, jeho cílem bylo dobrovolné přesídlení Židů do země izraelské a vybudování a udržení židovského státu. I díky vstřícnosti TGM a Československa jako takového, se v ČSR konaly hned tři světové sionistické kongresy. Počátkem roku 1921 Masaryk překonal nebezpečnou trombózu, která vyvolala vážné obavy o jeho život. Manželka Charlotta se ale již nezotavila ze své těžké nemoci a 13. května 1923 zemřela. Již za její nemoci převzala dcera Alice roli „první dámy“ a zodpovědnost za prezidentskou domácnost, mimo svého angažmá v Československém červeném kříži, který založila (pomohly i otcovy styky v Ženevě). Dcera Olga se v roce 1920 provdala za švýcarského lékaře Henriho Revillioda a tehdy byl TGM zvolen prezidentem podruhé. Tento rok byl rovněž rokem VII. Všesokolského sletu a pan prezident, jenž byl členem Sokola již od třinácti let a působil i jako sokolský cvičitel na Malé Straně, přijel na letenský stadion na koni Hektorovi. Syn Jan Masaryk většinou pobýval jako diplomat v zahraničí.
T. G. Masaryk v této době pobýval často na Slovensku, nejen o dovolené (v Bystričce, Topoľčiankách, na Hrušově), ale i služebně (např. 21. září 1921 se zúčastnil vojenské přehlídky bratislavských pluků v Petržalce).
Podporoval budování letectva i armády na základě československých legií. Účastnil se manévrů, přehlídek, navštěvoval letiště a výcvikové prostory (jen v letech 1920–1922 navštívil šestkrát vojenský výcvikový prostor Milovice).
Masaryk představoval světu jeden z moderních a vyspělých států meziválečné Evropy. Pokud jeho síly dovolily, přispíval i k jeho dalšímu rozvoji. V Edvardu Benešovi měl ideálního ministra zahraničí. Další jeho spojenec Milan Rastislav Štefánik, ministr obrany, zahynul v květnu 1919, když se jeho letoun za války s Maďary za nejasných okolností zřítil. Alois Rašín, ministr financí, Masarykův někdejší protivník ale nyní spolehlivý spojenec, předčasně zemřel v únoru 1923 na následky atentátu a ve stejném roce zemřela i Masarykova žena Charlotta. V Antonínu Švehlovi (agrární strana), předsedovi vlády, měl dalšího spojence. Na druhou stranu se stal Karel Kramář, předseda (Národně demokratické strany), Masarykovým politickým odpůrcem, i když zůstali osobními přáteli.

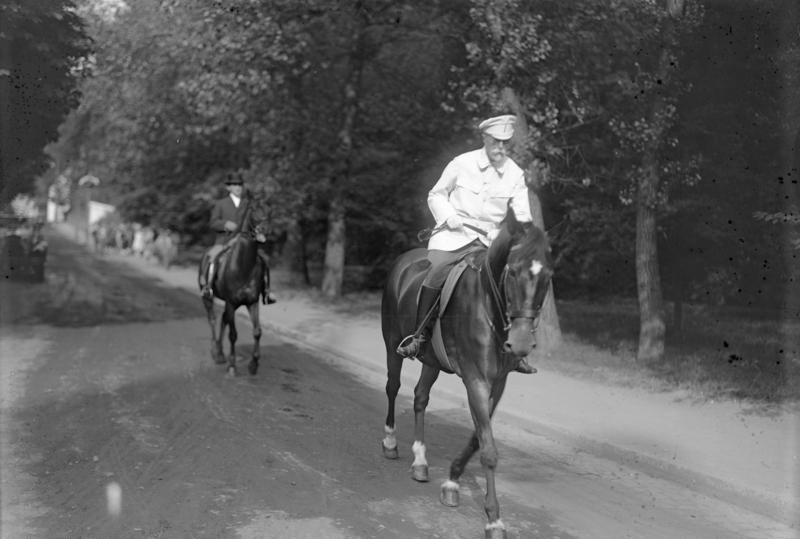
Masaryk v Karlových Varech v roce 1931, jízda na koni patřila k jeho zálibám

V říjnu 1923 byl Masaryk jako prezident přivítán ve Francii, Belgii a Velké Británii, když předtím pobýval soukromě v Egyptě a Palestině, na výroční cestě k pátému výročí vzniku ČSR. Překonal též zápal plic, který se dostavil po oslabení vlivem úmrtí jeho ženy a nachlazení na zámku ve Hluboši. V následujícím roce navštívil univerzitu v Brně u příležitosti oslav jejího pětiletého trvání, kde ocenil tuto vysokou školu. Tehdy též vybral sochaře Otakara Španiela a Jaroslava Bendu pro úkol tvorby rektorských insignií. V roce 1924 stál též u zrodu časopisu Přítomnost novináře Ferdinanda Peroutky.
Spolu s ministrem obchodu USA Herbertem Hooverem, pozdějším americkým prezidentem, převzal v červenci 1924 záštitu nad „Prvním světovým kongresem o vědeckém řízení“ (1. PIMCO – First Prague International Management Congress), organizovaným Masarykovou akademií práce v Pantheonu Národního muzea v Praze. V roce 1926 také dohlížel na dostavbu nového velkého Sokolského stadionu v Praze na Strahově, kam přijížděl z Pražského hradu na svém oblíbeném koni Hektorovi. O Velikonocích na Bílou sobotu dopoledne vyhlašoval ze schodiště Parlamentu (dnešního Rudolfina na Palachově náměstí v Praze) pravidelně „Mír Československého červeného kříže“ pěti minutami ticha a dopravního klidu po celé Československé republice. V létě 1926 se zúčastnil s celým generálním štábem velkého vojenského cvičení v Milovicích. V roce 1926 byl udělen Československem (T. G. Masarykem) Řád Bílého lva I. třídy Benito Mussolinimu.

#### Třetí období (1927–1934)

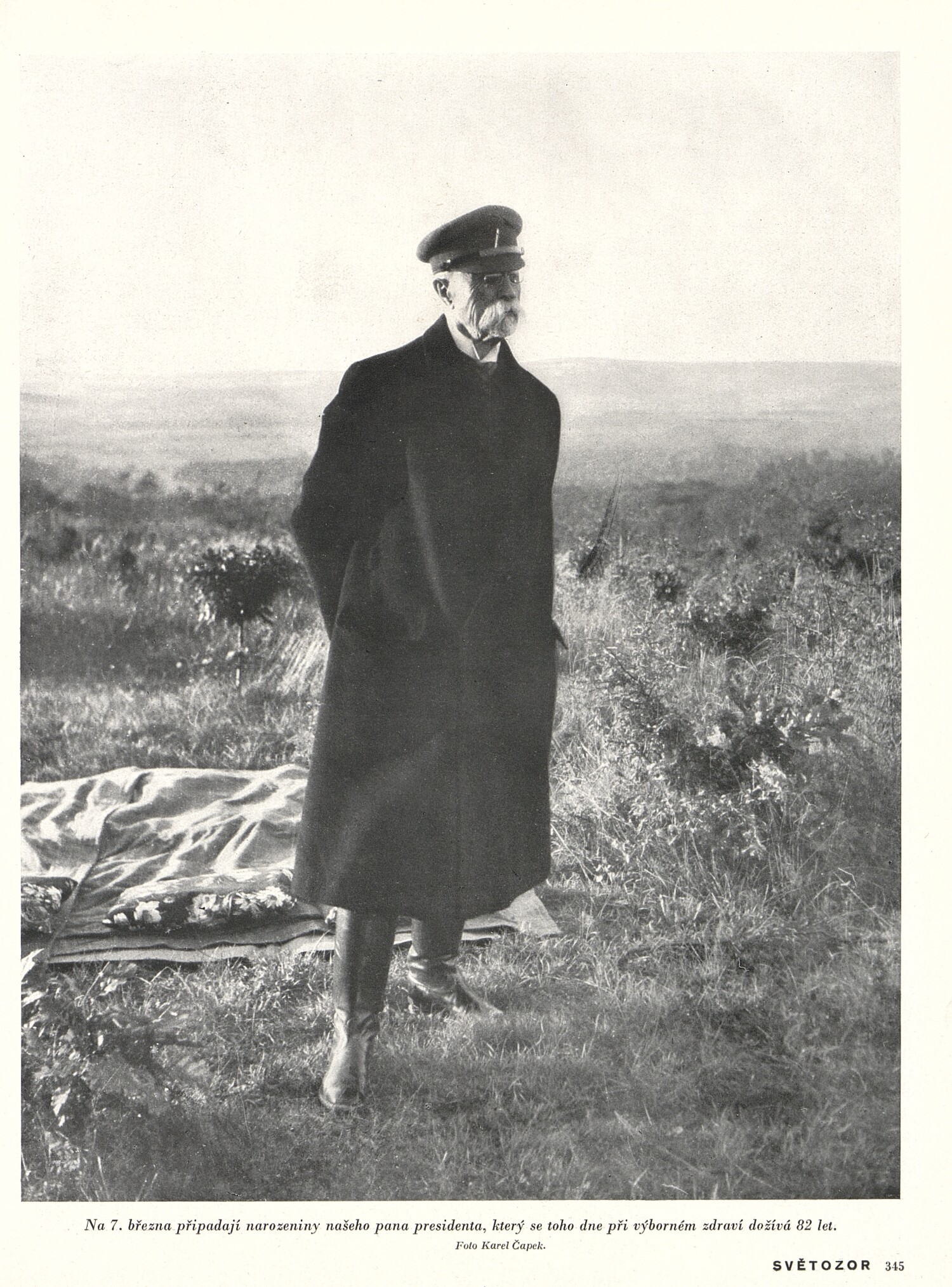
T. G. Masaryk, 81. narozeniny 1931; foto: Karel Čapek, Světozor

V květnu 1927 byl zvolen prezidentem republiky potřetí. Rok poté se zúčastnil osobně slavnostního položení základního kamene k nové budově právnické fakulty Masarykovy univerzity v Brně.
Jako prezident Československé republiky též cestoval oficiálně po dalších českých, moravských a slovenských městech. V roce 1927 navštívil jako první hlava státu tehdejší Palestinu, tedy území dnešního Izraele. Vyjádřil tím svoji podporu sionistickému hnutí. V Jeruzalémě se setkal s filosofem Hugem Bergmannem, pražským rodákem a ředitelem tamější Národní a univerzitní knihovny. Navštívil také několik kibuců,
mj. známý Bejt Alfa. Prezidentovu návštěvu Palestiny dodnes připomíná např. Kavárna Masaryk v tehdy vznikajícím Tel Avivu.
Navštěvoval i zahajoval mnohé významné výstavy po celé republice a veletrhy (Praha, Brno). V roce 1928 i finančně podpořil výstavbu budovy spolku Mánes na dnešním Masarykově nábřeží v Praze. Podporoval též dostihový sport a na koni dojížděl i na závodiště ve Velké Chuchli, kde v květnu 1931 sledoval s předsedou vlády Františkem Udržalem celodenní dostihový program včetně Československého derby.
V roce 1926 a 1932 přijel na koni Hektorovi na VIII. a IX. Všesokolský slet na Strahově a 15. výročí republiky 28. října 1933 oslavil poslední projížďkou na novém koni Prahou v čele přehlídkového jízdního vojska od Muzea na Václavském náměstí až po Rudolfinum na dnešním náměstí Jana Palacha, kde sídlilo Národní shromáždění a byla zbudována slavnostní tribuna.
Občas objevují mylné argumenty, že v roce 1931 „Masaryk nechal střílet do dělníků“ (viz také Duchcovská stávka).

#### Čtvrté období (1934–1935)

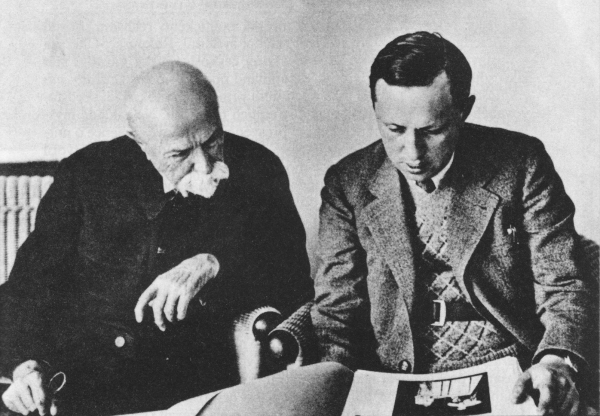
Pátečníci Masaryk a Karel Čapek

Prezidentem byl zvolen i 24. května 1934, počtvrté a naposledy i přes svůj špatný zdravotní stav, ve Velké síni Rudolfina, před svojí „Štursovou“ sochou z bílého mramoru (nyní je tato socha umístěna v Rotmayerově sále Pražského hradu). Tam Masaryk osobně vykonal slib prezidenta republiky. Poté odejel otevřeným automobilem přes Mánesův most na oficiální oslavu, tentokrát již ve Vladislavském sále Pražského hradu, kde byl osobně přítomen. Prezidentský slib byl přenášen v přímém přenosu Československým rozhlasem. Zatímco dříve byl slib přednášen předsedou Poslanecké sněmovny, nyní měl nastávající prezident slib přednést celý sám. Masaryk, který skoro neviděl, chtěl slib odříkat zpaměti, dle posluchačů se však v polovině zarazil a pokračoval, až když mu byl text napovězen.
Po nemoci však již nemohl jezdit na koni, ani „sokolovat“ a úřadovat, tak jak byl zvyklý (ochromená pravá ruka). Sám funkci prezidenta vykonávat odmítal a chtěl rezignovat. Vhodná doba na rezignaci však nastala až na sklonku roku 1935 – 14. prosince 1935 nakonec abdikoval ze zdravotních důvodů a pak pobýval na zámku v Lánech.

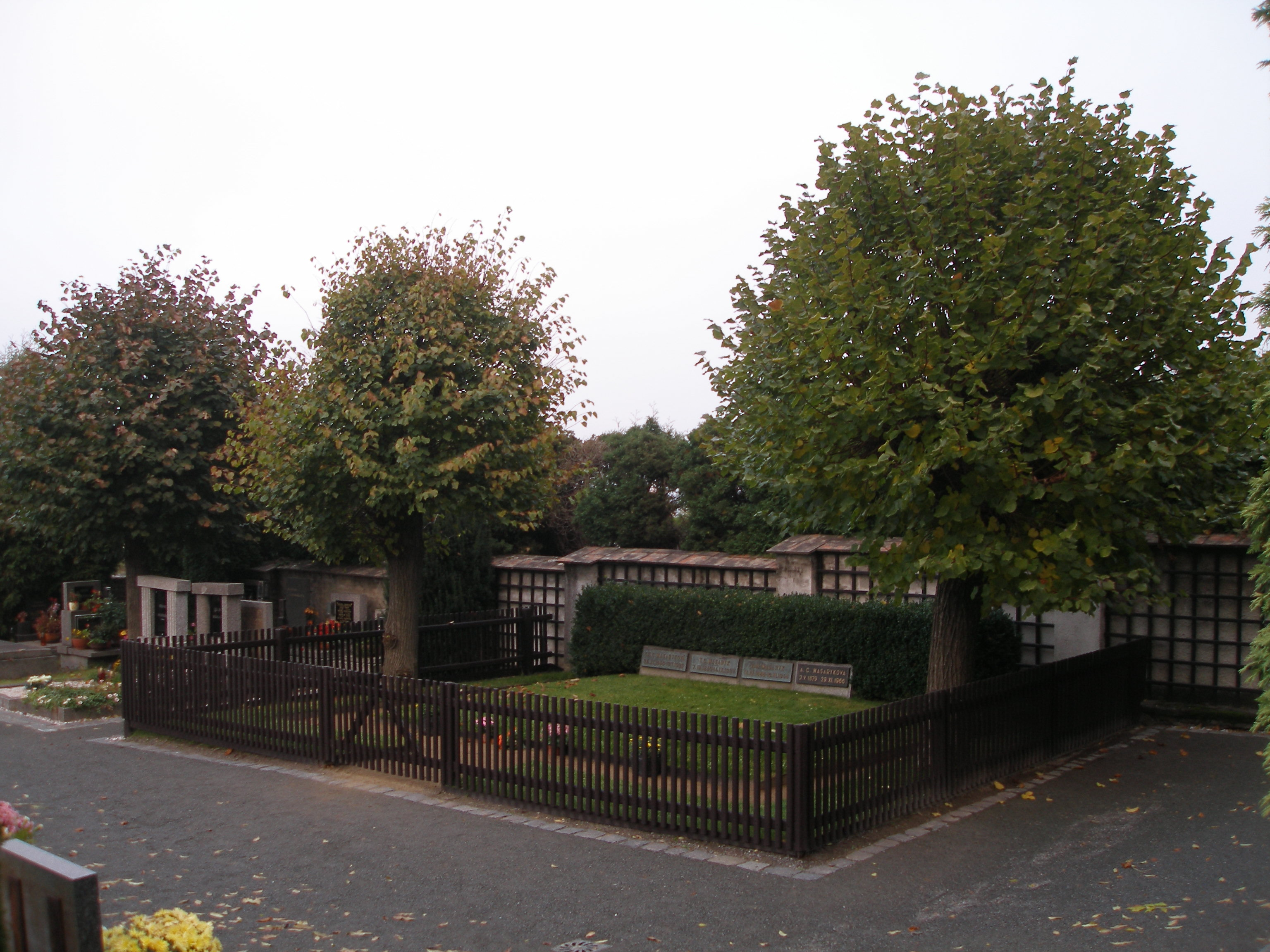
Hrob Masarykovy rodiny na lánském hřbitově

V témže roce předal v Lánech zlatý rektorský řetěz, vytvořený Otakarem Španielem ve spolupráci s Jaroslavem Bendou, tehdejšímu rektorovi Masarykovy univerzity Janu Krejčímu. Jeho poslední veřejné vystoupení bylo 4. července 1937 za Zborovských oslav na zcela zaplněném velkém Masarykově státním stadionu na Strahově. I tehdy použil otevřený automobil české výroby Tatra T80 (dochoval se dodnes jako exponát Národního technického muzea v Praze). O nadšené atmosféře tohoto dne svědčí i Nezvalova báseň 4. červenec.
Masarykova osoba bývá spojována většinou pouze s obdobím první republiky, ačkoli značnou část svého díla vytvořil již před ní, zvláště pokud jde o filozofickou realizaci jeho díla knižně, literární časopiseckou činnost a vynikající aktivitu v jeho třech poslaneckých obdobích ve vídeňské říšské radě. Masaryk byl označen za „Prezidenta Osvoboditele“ (oficiální titul zákonem č. 232/1935 Sb. z. a n., z 21. prosince 1935). Ještě za jeho života a prezidentování, k jeho osmdesátým narozeninám 7. března 1930, se národní shromáždění usneslo na zákoně „Masaryk se zasloužil o stát“ (Lex Masaryk).

### Masarykova smrt a pohřeb
Na začátku září 1937 vážně onemocněl a ačkoli bylo oznámeno, že se jeho stav zlepšil, Masarykovi se přitěžovalo. V pondělí 13. září nakonec vzdali lékaři, v čele s osobním lékařem Adolfem Maixnerem, v pozdních nočních hodinách další boj o jeho život. Tomáš Garrigue Masaryk zemřel 14. září 1937 ve 3 hodiny 29 minut středoevropského času za přítomnosti své nejbližší rodiny a Edvarda Beneše a jeho manželky Hany Benešové.
Masaryk byl nabalzamován a byla provedena pitva. V pitevním protokolu byla nakonec jako příčina smrti uvedena „hnisavá bronchopneumonie pravého dolního laloku plicního a oboustranná hypostáze plicní“. 15. září byl vystaven na zámku v Lánech a ač tato informace nebyla uveřejněna, rychle se mezi lidmi šířila a během 24 hodin se na jeho tělo stihlo přijít podívat až 60 000 lidí. Večer 17. září byla rakev uzavřena a ostatky převezeny na Pražský hrad. Odtud byl vypraven oficiální státní pohřeb.
Státní pohřeb se konal v úterý 21. září 1937 za zvuku Svatováclavského chorálu z Plečnikovy sloupové síně Pražského hradu a končil po více než devíti hodinách za modlitby „Otčenáš“ uložením do hrobu na Lánském hřbitově. Popsal jej dosti podrobně i Karel Čapek v úvaze „Cesta devíti hodin“ a dny smutku před pohřbem vyjádřil Jaroslav Seifert básní „Osm dní“ známou jako „To kalné ráno, to si pamatuj, mé dítě“. Pietní chvíle fotograficky podrobně zdokumentoval zejména Ladislav Sitenský. Pohřební řeč vedl František Urbánek, kazatel Jednoty českobratrské, který byl přítelem Masaryka a jeho rodiny.

## Masarykův politický odkaz
- Masaryk o politice: Veškerá politika, zahraniční i vnitřní, je mně prováděním a upevňováním humanity; podřizuji politiku přikázáním ethickým. Vím, že to stanovisko se někdy politikům, kteří se pokládají za velmi praktické a chytré, nelíbí; ale zkušenost, a myslím, nejen moje, dokazuje, že politika rozumná a poctivá (Havlíček!) je nejpraktičtější, nejúčinnější a nejvýnosnější. Nakonec tzv. idealisté, lidé slušní a čestní vždycky mívají pravdu a udělají pro stát, národ a lidstvo více než politikové, jak se jim říká, reální a chytří. Chytráci jsou konec konců hloupí. Pojímám politiku, jako celý život jednotlivce a společnosti, sub specie aeternitatis.[52]

### Masarykův vztah ke komunismu
Masaryk rozlišoval Marxův a Engelsův komunismus od socialismu; s myšlenkou komunismu nesouhlasil a kritizoval ji. Ve své publikaci Otázka sociální např. uvedl: „Jestliže tedy také Marx a Engels stále a emfaticky ukazují, že komunism byl už v nejstarší době, nikterak z toho nevyplývá, že eo ipso byl dobrý a že tedy má být zase.“
V Hovorech s T. G. Masarykem prohlásil:
| „ | Demokratický ideál není jen politický, je i sociální a hospodářský. Komunism odmítám. Bez individualismu, bez nadaných a vynálezavých jedinců, bez schopných vůdců, bez geniů práce pro společnost se nedá rozumně a spravedlivě organisovat. | “ |

### Nevyřešené problémy
- V odpůrcích „hradní politiky“, jak představitelé výrazně protimasarykovské pravice i levice nazývali politický směr Masaryka a Beneše, měli tito dva politici tvrdé protivníky. Zastánci „hradní politiky“ ji ale označují za liberální a reformní politiku. Pro ještě nedostatečně vyvinutou politickou kulturu (politického konsensu) a poměrně nízkou míru zodpovědnosti politiků se během dvou desetiletí existence předválečné ČSR nepodařilo vyřešit konflikty mezi jejími zájmovými skupinami. Nejen mezi „Hradem“ a jeho protivníky, jak dokládají četné vládní a volební krize. Zájmy nových i starých zájmových skupin prorůstaly se zájmy četných úředníků státní správy a policie převzatých z dob monarchie. Za starých dob narostlá administrativa, sloužící ze značné části „místodržení“ a lokálním mocenským zájmům, se teprve pozvolna začala přeměňovat.

- Masarykovi a jeho spojencům v československé politice se nepodařilo prosadit rozluku církve a státu, neboť odpor konzervativních katolických kruhů proti oslabení jejich vlivu byl příliš silný.

- Na výtku spisovatele Emila Ludwiga, že Masaryk jako prezident málo „socializuje“, T. G. Masaryk reagoval: „Stát nemá tolik peněz, aby mohl firmy od jednotlivců vykupovat.“ (E. Ludwig: Duch a čin.)

- Nepodařilo se vyřešit národnostní problémy ČSR v duchu federativního uspořádání podle švýcarského vzoru. Prosadila se centralistická koncepce podle francouzského vzoru, která vedla k částečné diskriminaci národnostních menšin v Československu (německé, maďarské a polské) a k tzv. „čechoslovakismu“. Tím byla oslabena pozice předválečné ČSR vůči rostoucímu vlivu nacistického Německa i dalších expanzivních sousedů (Maďarsko, Polsko) na československém území. Velmi dobré podmínky měli naopak ruští imigranti, kteří většinou patřili ke špičkové inteligenci.

## Památka

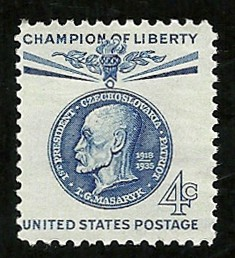
TGM na známce USA

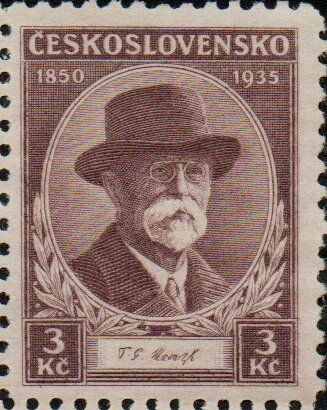
známka k 85. narozeninám TGM

Jako prezident byl často vyobrazován na poštovních známkách, nejen československých a českých, ale i ve Spojených státech. Zajímavostí je i poštovní známka z roku 2021 připomínající Masarykův kibuc, která se stejným vyobrazením vyšla v Česku i Izraeli.
K jeho osmdesátým narozeninám byl roku 1930 přijat zákon o zásluhách T. G. Masaryka obsahující větu „Tomáš Garrigue Masaryk zasloužil se o stát“ a po odchodu z funkce roku 1935 ho parlament znovu ocenil a odměnil za jeho osvoboditelské a budovatelské dílo zákonem č. 232/1935 Sb. z 21. prosince 1935.
Celkem sedmnáctkrát byl Masaryk navržen na Nobelovu cenu míru.
Po Masarykovi je pojmenován řád Tomáše Garrigua Masaryka, jedno ze státních vyznamenání České republiky a bývalého Československa. Zasadil se o založení brněnské Masarykovy univerzity, která byla po něm pojmenována již v roce 1919. (Další objekty jsou uvedené zde.)
Jméno Tomáše Garrigua Masaryka nese celá řada ulic a náměstí v České republice i v zahraničí (viz také Masarykovo náměstí a Náměstí T. G. Masaryka).
Roku 1997 vydala americká skupina Faith No More album Album of the Year s fotografií Masaryka na obalu.
V roce 1946 byla založena Masarykova společnost, která si klade za cíl šířit, zpřítomňovat a popularizovat odkaz prezidenta Tomáše Garrigue Masaryka, spolupracuje s Masarykovým ústavem Akademie věd při vydávání Masarykových spisů a děl týkajících se TGM a jeho spolupracovníků. Společnost pořádá rovněž pravidelné přednášky na témata spjatá s Masarykem a českými dějinami 19. a 20. století. Současným předsedou společnosti je historik Josef Tomeš. 

### Vyznamenání
- Řád slona (udělen 7. března 1925)[59]
- čestné občanství řady měst

### Masaryk v kultuře
V seriálu Gottwald (1986) hrál Masaryka Gustav Opočenský, ve filmu o Karlu Čapkovi Člověk proti zkáze (1990) Svatopluk Beneš. V seriálu České století (2013) jej ztvárnil Martin Huba, v televizním filmu Zločin v Polné (2016) Karel Roden. Ve filmu Hovory s TGM (2018) jej opět ztvárnil Martin Huba.

## Chronologický přehled

### Studia
(stručný přehled)

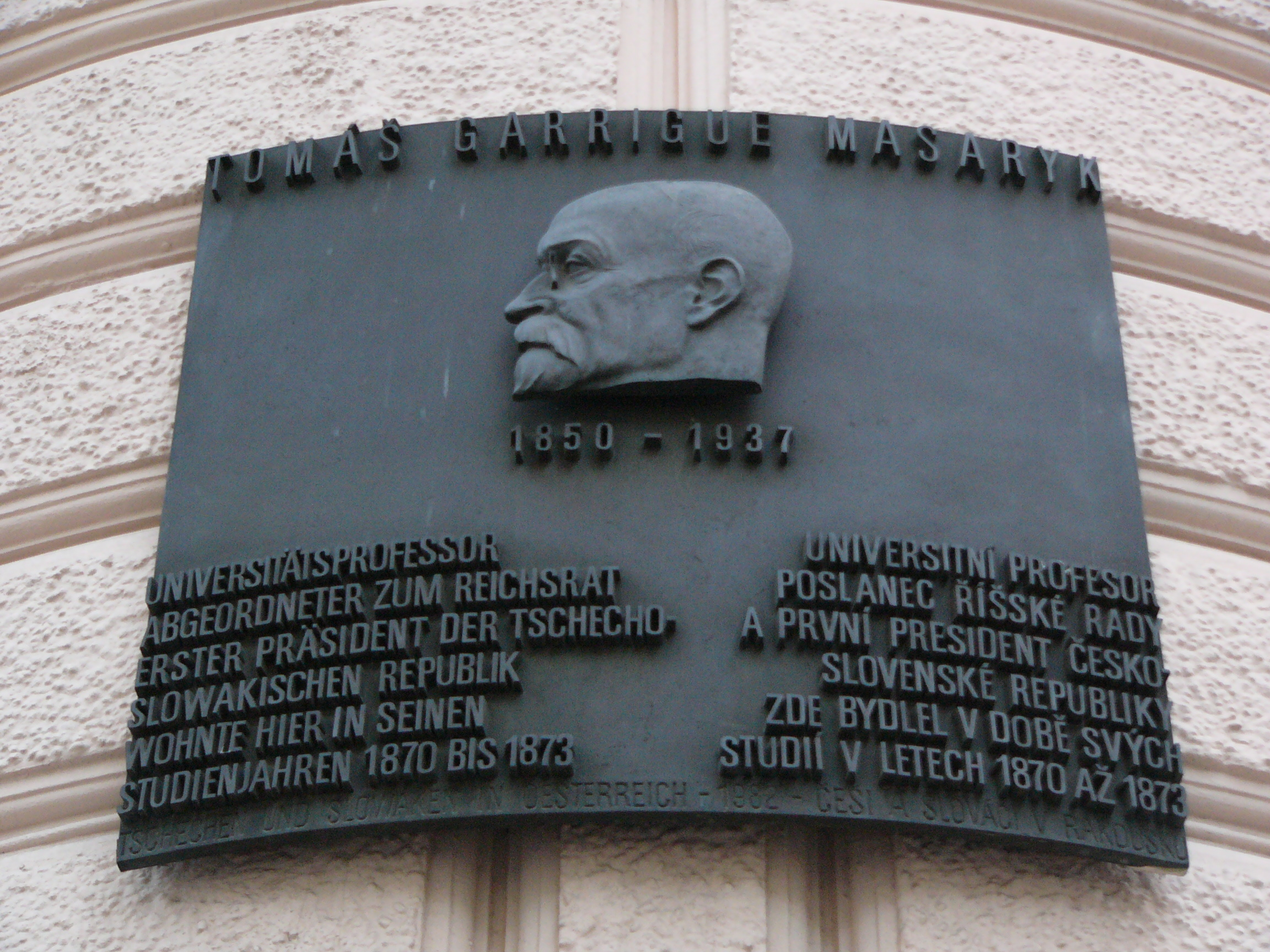
Pamětní deska na domě ve Vídni, kde Masaryk bydlel

- 1872 – maturita ve Vídni, zápis na fakultu filosofickou Vídeňské univerzity, obor filologie[60]
- 1876 – doktorát vídeňské univerzity v oboru filosofie[60]

### Pedagogická činnost
(stručný přehled)
- 1876–1877 – roční pobyt na univerzitě v Lipsku
- 1879 – habilitace, soukromý docent na Vídeňské univerzitě[61]
- 1882 – mimořádný profesor filozofie, Česká univerzita v Praze[62]
- 1896 – řádný profesor Karlovy univerzity (ordinář)[60]

### Soukromý život
- 1850 – narozen v Hodoníně
- 1869 – odchod z Brna do Vídně
- 1877 – setkání se Charlotte Garrigueovou v Lipsku, zasnoubení
- 1878 – sňatek v New Yorku[63]
- 1879 – narození dcery Alice[63]
- 1880 – narození syna Herberta[63]
- 1882 – přistěhování do Prahy s rodinou
- 1886 – narození syna Jana[63]
- 1890 – narození dcery Eleanor (2. března) a její úmrtí 18. července
- 1891 – narození dcery Olgy[63]
- 1914 – v exilu s dcerou Olgou (manželka a tři děti zůstaly v Čechách)
- 1915 – úmrtí syna Herberta[63]
- 1918 – návrat do Prahy z exilu
- 1923 – úmrtí manželky Charlotty
- 1937 – zemřel na zámku v Lánech

### Politická činnost

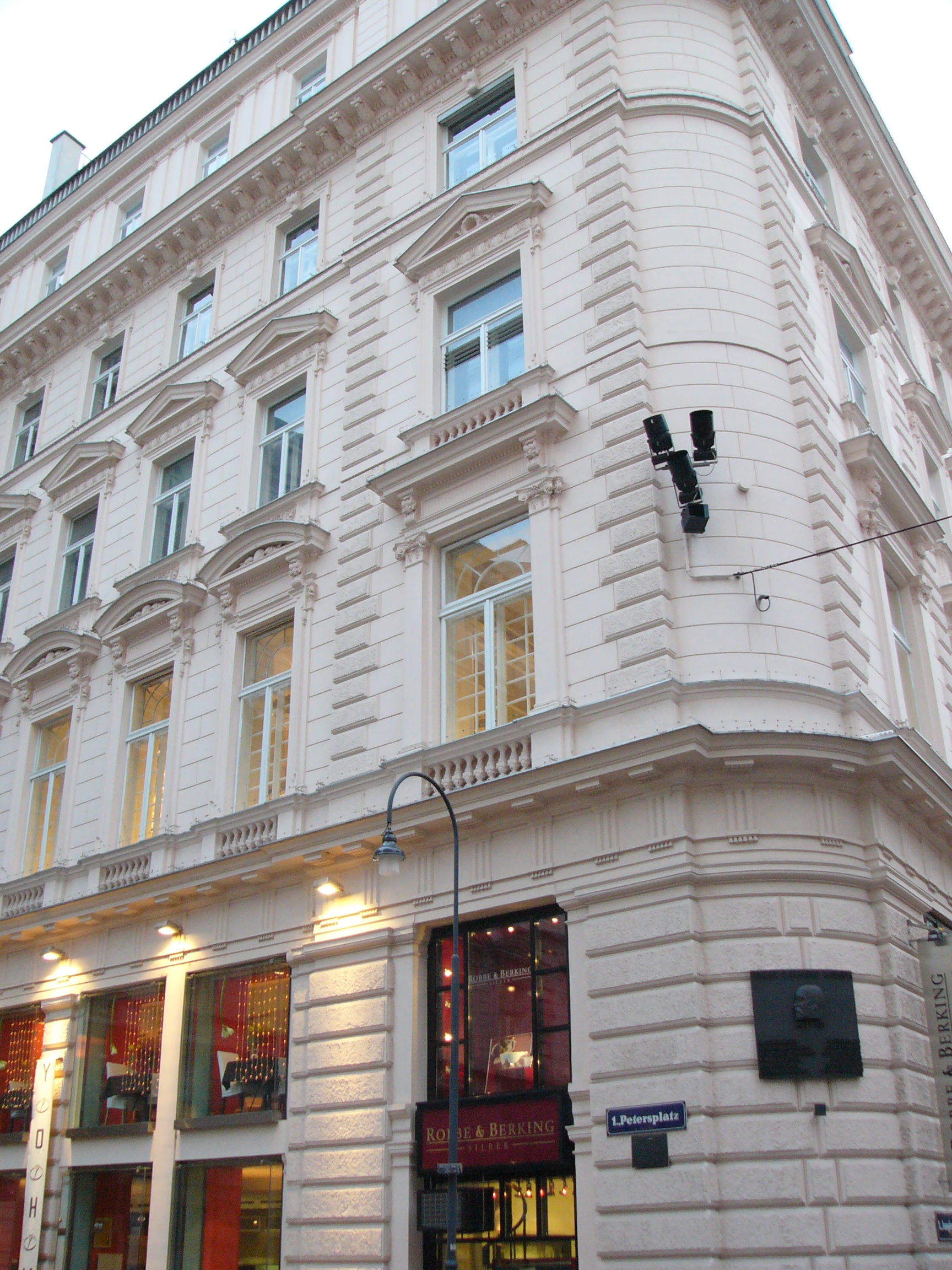
Dům ve Vídni, kde Masaryk bydlel v době studií

(v letech 1914–1918 v kontextu souvisejících událostí)

#### Vídeň
- 1875 – předseda Českého akademického spolku ve Vídni
- 1877 – prosadil vědecké prozkoumání zfalšovaných rukopisů

#### Praha a Vídeň
- 1882 – po přistěhování do Prahy politická činnost, mj. i nový politický směr realismus
- 1887 – první cesta do Ruska
- 1888 – druhá cesta do Ruska
- 1890 – jednání se staročechy a po neúspěchu u nich s mladočechy, přijat k mladočechům
- 1891–93 – poslanec Říšské rady, mandát za mladočechy[64]
- 1891–93 – Český zemský sněm, mandát za mladočechy
- 1893 – vzdal se obou mandátů[65]
- 1899 – polenská aféra, Hilsneriáda, po odsouzení Leopolda Hilsnera za údajnou židovskou rituální vraždu české dívky prosadil revizi procesu
- 1900 – založení české strany lidové (od 1905 Česká strana pokroková), tzv. „realisté“[66]
- 1902 – na pozvání Chicagské univerzity přednášky a veřejná vystoupení v USA, mj. s americkými Čechy a Slováky (po sňatku druhá cesta do USA)
- 1906 – soudní spor, hájen Václavem Boučkem proti žalobě 306 katechetů pro urážku na cti
- 1907–14 – podruhé poslancem Říšské rady s mandátem realistů
- 1907 – třetí cesta do USA účast na sjezdu pro svobodu náboženství, další veřejná vystoupení, přednášky a setkání s osobnostmi, mj. s americkými Čechy a Slováky
- 1909 – protest proti zinscenovanému Záhřebskému procesu, úspěšné odhalení komplotu ministerstva zahraničí v Říšském sněmu
- 1910 – třetí cesta do Ruska

#### První světová válka
- 1914 – v září a říjnu cesty ve věci české samostatnosti do Holandska (v červenci propukla první světová válka), v prosinci do Itálie a Švýcarska, kde už zůstal (s dcerou Olgou), psal velení ruské carské armády, aby nestříleli po československých přeběhlících, kteří odhodí zbraň, budou mít bílý šátek kolem krku a začnou zpívat „Hej Slované..“

Švýcarsko
- 1914–15 ze Ženevy společně s ostatními organizace exilového hnutí proti Rakousku-Uhersku, kontakty k exilu a krajanům v Evropě, USA
- 1915
  - 1915 – v březnu ve Švýcarsku první tajná schůze pozdější Maffie
  - 4. a 6. července – proslovy v Curychu a v Ženevě, vyhlášení požadavku české samostatnosti mimo Rakousko-Uhersko (což se rovnalo velezradě)
  - 3. září – ve Švýcarsku veřejné prohlášení Maffie k zastupování českého národa v zahraničí, rozdělení úloh (Masaryk do Londýna na universitu, Beneš do Paříže, Sychrava ve Švýcarsku pro tajné spojení s Prahou)

Paříž, Londýn
- 1915
  - září – odjezd z Ženevy, přes Paříž do Londýna
  - říjen – nástupní přednáška na Londýnské univerzitě (profesura slavistiky), mj. o samostatnosti národů a rozpuštění Rakouska-Uherska
  - v Paříži založeno Comité d'action tchèque à l'étranger exilovými a krajanskými organizacemi Čechů a Slováků
14. listopadu vyhlásilo zřízení nezávislého česko-slovenského státu za svůj cíl
  - Masaryk předkládá britskému ministrovi zahraničních věcí plán na vytvoření budoucího společného státu Čechů, Srbů a Chorvatů (přesněji – předpokládané „Svobodné Čechy“ se měly spojit s předpokládaným „Srbochorvatskem“).[67]
- 1916
  - únor – Comité d'action tchèque à l'étranger přejmenováno na Česko-slovenskou národní radu, Masaryk zvolen předsedou
také v únoru Masarykovo jednání s francouzským premiérem Aristidem Briandem, umožněné Štefánikovým prostřednictvím, zprávy o jednání a požadavku samostatnosti ve francouzském a anglickém tisku
  - další jednání v Anglii o budoucím samostatném státě

Rusko
- 1917
  - květen – Masarykův příjezd do Ruska a jednání o založení československých jednotek včetně jejich rozšiřování
  - červenec–srpen – Masarykovy návštěvy v lazaretech, zajateckých táborech a u legií
  - září–říjen – Masarykova příprava přezimování legionářských korpusů
  - 15. říjen – první transport téměř 1500 čs. legionářů z Ruska do Francie lodí tzv. severní cestou (lodí z Murmaně)
  - prosinec – Francie povolila zřízení čs. jednotek na svém území
- 1918
  - únor – Spojenci uznali čs. jednotky v Rusku jako část čs. jednotek ve Francii, záměrem bylo je přesunout do Francie a tam je spojit, záměr se nezdařil (jednotky se z Ruska vracely ještě dva roky po skončení války), ale zprávy o statečnosti v bojích s jak německými, tak bolševickými vojsky měly svůj kýžený propagandistický účinek v jednáních se státníky
  - v Londýně vychází Masarykovo dílo The New Europe – Nová Evropa: Stanovisko slovanské, politický program uspořádání poválečné Evropy
  - březen – Masaryk vyráží z Moskvy do Vladivostoku (Transsibiřskou magistrálou) a přes Koreu, Japonsko a Kanadu do USA

USA
- 1918
  - květen – triumfální přijetí deseti tisíci lidí v Chicagu jako i o něco později v New Yorku, následovalo turné po USA, během kterého Masaryk lobboval pro československou samostatnost, i na řadě setkání s představiteli a organizacemi krajanů, jejichž počet byl odhadován na více než milion, četné zprávy v tisku (mj. The Washington Post a New York Times)
Pittsburská dohoda mezi americkými Čechy a Slováky, kterou Masaryk také podepsal, Slovákům je v ní v budoucím společném státě zaručena vlastní správa, vlastní parlament, vlastní soudnictví (což všechno ale v první Ústavě ČSR z roku 1920 chybělo a bylo pramenem protestů, nespokojenosti a rozbrojů až do rozpadu ČSR)
  - 19. června – Masarykovo jednání (první ze čtyř, probíhala až do listopadu), s prezidentem Wilsonem v Bílém domě, Masaryk dosáhl Wilsonovy plné podpory
  - 28. června – prezident Wilson vyhlásil že USA sledují osvobození slovanských národů z německé a rakouské nadvlády
  - 29. června – Francie uznala Česko-slovenskou národní radu (ČSNR) jako základ budoucí čs. vlády s T. G. Masarykem v čele (především Benešova a Rašínova práce)
  - 9. srpna – Británie obdobně uznala ČSNR jako vládu a navíc vyhlásila Čechoslováky za spojence
  - 3. září – USA obdobně uznaly ČSNR jako vládu a spojence
  - 5. října – Rakousko-Uhersko předkládá USA mírovou dohodu a zároveň uznalo Čtrnáct bodů prezidenta Wilsona (z 8. ledna 1918), kterými požadoval autonomii národů Rakouska-Uherska
  - 14. října – Beneš a Rašín oznámili v Paříži založení Prozatímní česko-slovenské vlády, s Masarykem jako premiérem
  - 15. října – Francie uznala Prozatímní československou vládu
  - 16. října – Masaryk ve Washingtonu formuluje prohlášení československé samostatnosti („prohlášení nezávislosti československého národa prozatímní vládou československou“) jako předseda prozatímní vlády
  - 17. října – Rakouský císař Karel I. zveřejnil svůj manifest o federativním uspořádání své říše
  - 18. října – Masaryk zveřejnil Washingtonskou deklaraci (na které v předcházejících dnech Beneš horečně pracoval, Masaryk mu její konečné znění tento den telegrafoval z Washingtonu do Paříže) a vyhlásil jménem Prozatímní česko-slovenské vlády samostatný Česko-slovenský stát
Wilson odmítl návrh mírové dohody, předložený 5. října Rakousko-Uherskem, poukázal na snahy Čechoslováků a jihoslovanů o samostatnost a že je na nich rozhodnout o nabídce Karla I.
  - 23. – 26. října – sjezd Středoevropské unie ve Filadelfii, T. G. Masaryk zvolen jejím prezidentem, přednesl a u zvonu nezávislosti i podepsal její deklaraci, jednání zástupců Rusínů s Masarykem, podpis dohody o připojení Podkarpatské Rusi k budoucímu státu, při zaručení autonomie (nebyla splněna, teprve až těsně před rozpadem ČSR první vlažné reakce centralistické čs. vlády)
  - 28. října – Karel I. přijímá Wilsonovo prohlášení z 18. října a nabídl okamžité příměří (tento den platí také jako den vzniku ČSR, když se v Praze přítomná skupina politiků „muži 28. října“ dozvěděla o kroku Karla I. a narychlo vyhlásila samostatný stát)
  - 30. října – Slovenská národní rada vyhlásila v Martině Deklarací slovenského národa své založení a spojení Slovenska s českými zeměmi, vycházela přitom nejen z četných ústních dohod ale i písemných závazků mj. i Pittsburské dohody, původní Martinská deklarace (originál) se ale „ztratila“[zdroj?]
  - 13. listopadu – Národní výbor vyhlásil Prozatímní ústavu
  - 14. listopadu – Revoluční parlament, který právě vznikl z Národního výboru (a brzy se přejmenovává na Revoluční národní shromáždění), zvolil Masaryka prezidentem samostatného státu (v Revolučním parlamentu ale nebyly zastoupeny národnostní menšiny, zejména ani početných národnostních menšin německých, rusínských, rumunských a maďarských)
  - 18. listopadu – vytvoření společného státu a autonomie, jak dohodnuty ve Filadelfské dohodě, schváleny Národní radou uherských Rusínů v USA, hlasování v kostelech po bohoslužbách, 67 % Rusínů se vyslovilo pro
  - 4. prosince – Spojenci uznali Československo

#### Československo
- 1918

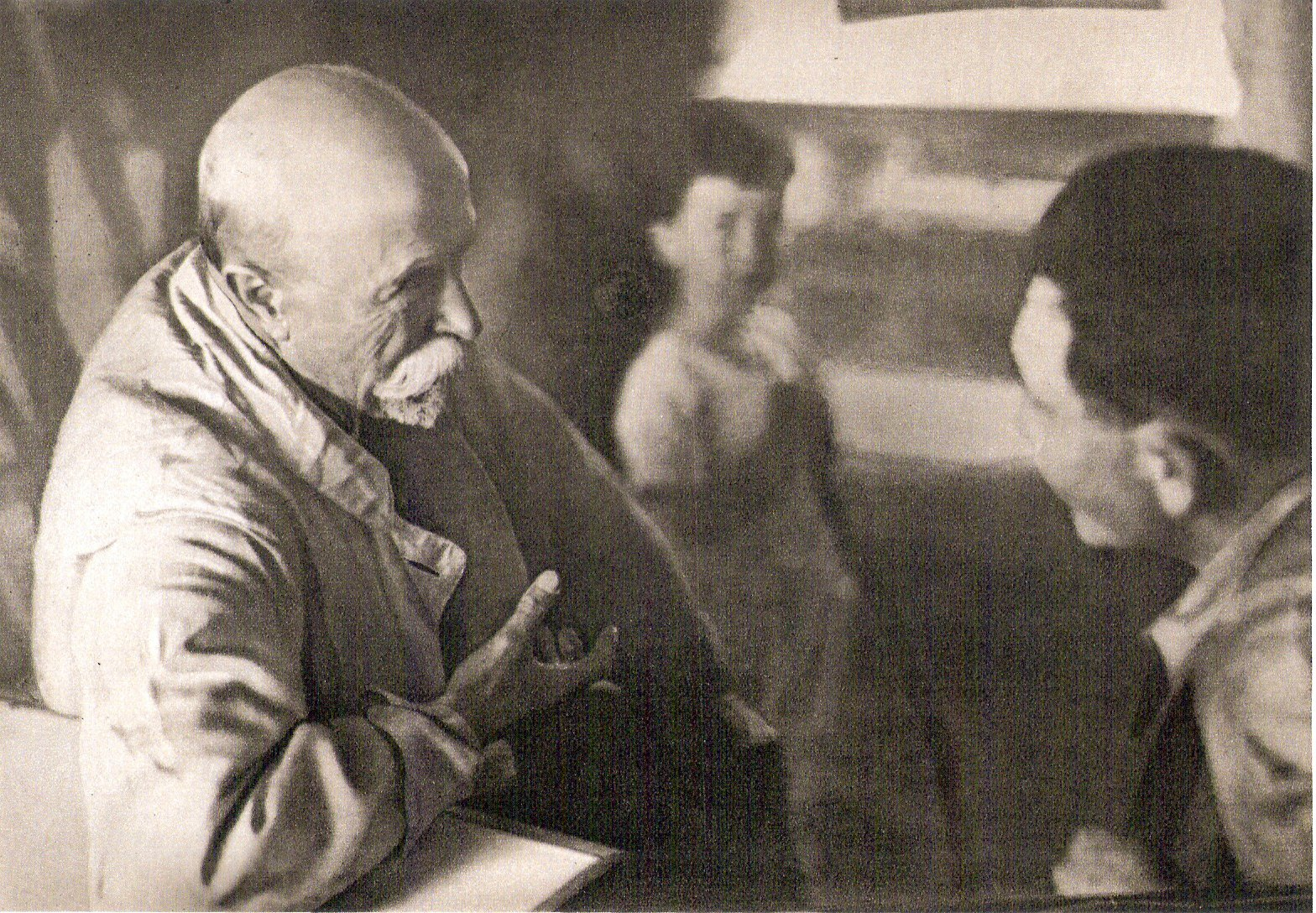
Masaryk na návštěvě v kibucu Bejt Alfa v britské mandátní Palestině v roce 1927

  - 20. prosince – Masaryk překročil z Rakouska nové čs. hranice a po přivítání Národním shromážděním v Horním Dvořišti a občany na náměstí v Českých Budějovicích, veřejném vystoupení ve Veselí-Mezimostí, Táboře a Benešově přijel 21. prosince do Prahy, a byl bouřlivě vítán nadšenými davy. Ve Sněmovní ulici vykonal slib prezidenta Republiky československé.
  - V neděli 22. prosince pronáší T. G. Masaryk na Pražském hradě „První poselství“ prezidenta republiky
  - podzim 1918 – jaro 1919 – čs. legionáři a vojenské jednotky zakročili proti snaze Německa, Maďarska a Rakouska obsadit a anektovat části hraničních území
- 1919
  - 1919–20 – mezinárodní jednání a dohody o definitivních čs. hranicích (mírové smlouvy z Versailles, St. Germain, Trianonu a Sèvres, čs. záležitosti pod Benešovým vedením)
  - 1919 – 8. května na setkání rusínských rad v Užhorodě vyhlásila nově založená Karpatoruská ústřední národní rada připojení Podkarpatské Rusi k Československu, vycházela při tom z Filadelfské dohody zaručující autonomii.Jan Syrový, Sergej Vojcechovský a další generálové Československé armády spolu s Masarykem roku 1935
- 1920

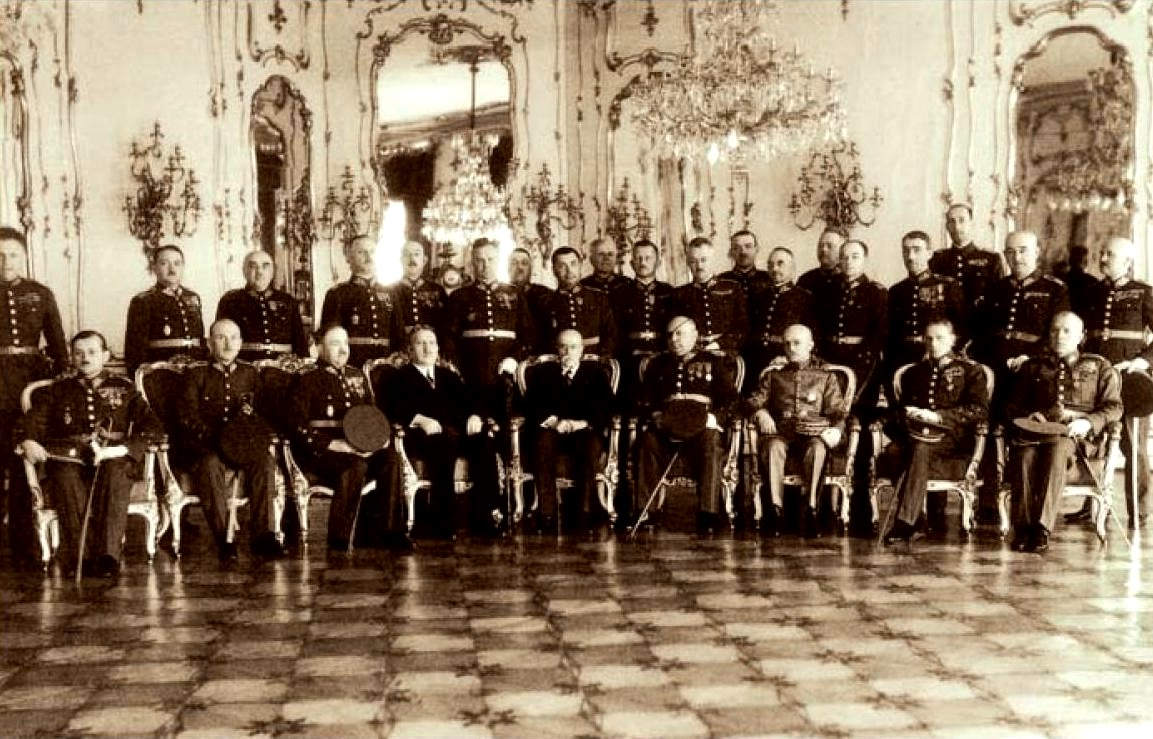
Jan Syrový, Sergej Vojcechovský a další generálové Československé armády spolu s Masarykem roku 1935

  - 29. února vyhlásilo Revoluční národní shromáždění novou Ústavu (platila až do obsazení Sudet a nacistické okupace), která mj. vycházela z doktríny, ideologie jednotného „československého národa“
- 1920
  - Masaryk podruhé zvolen prezidentem stejně jako i potřetí a počtvrté v letech 1927 a 1934
- 1935
  - 14. prosince pro nemoc a stáří ve svých pokročilých 85 letech abdikoval

Masaryk zemřel 14. září 1937 na zámku v Lánech za přítomnosti rodiny a svého nástupce, druhého prezidenta Československé republiky Edvarda Beneše.

## Dílo

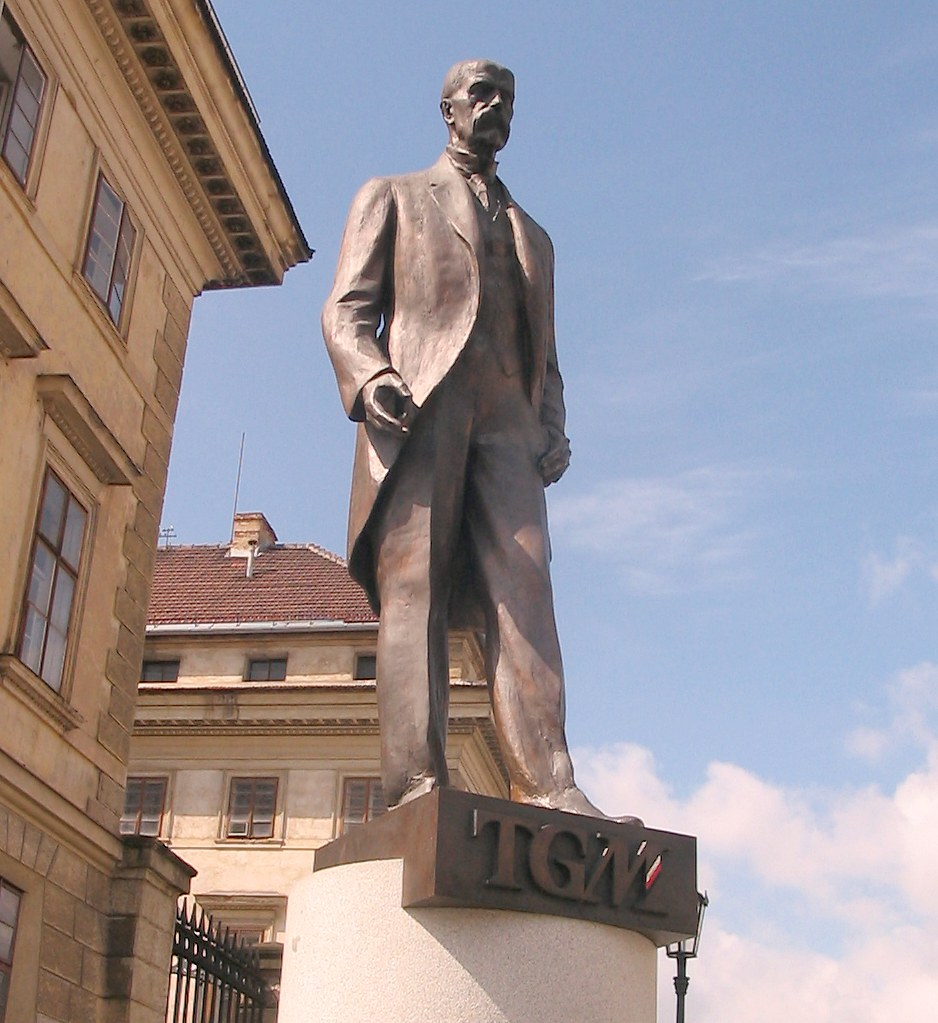
Masarykův pomník naproti Matyášově bráně na Hradčanech v Praze

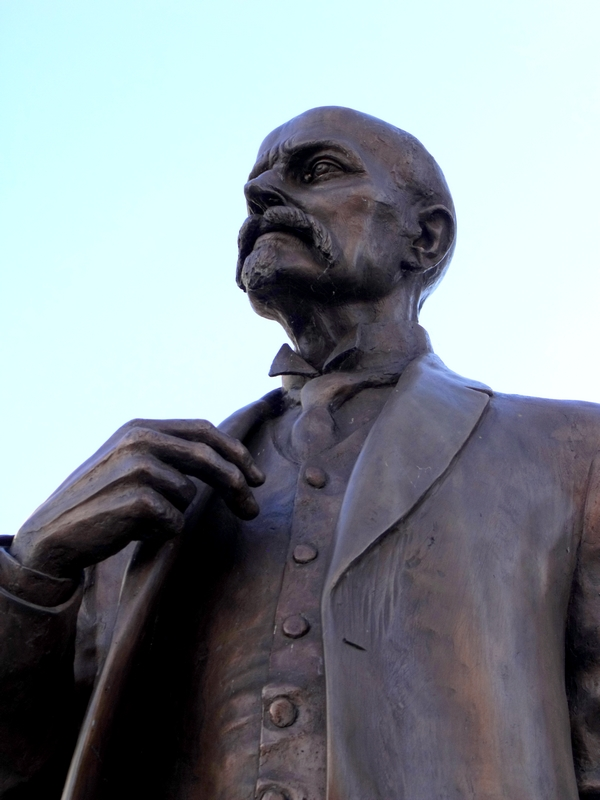
Masarykova socha v centru Karlových Varů

- Prinzipien der Soziologie, Vídeň 1877
- Der Selbstmord als soziale Massenerscheinung der Gegenwart (Sebevražda jako masový sociální jev přítomnosti), Vídeň 1881. 
Sebevražda hromadným jevem společenským moderní osvěty, ÚTGM, Praha 1998, Praha 2002 (4. č. vyd.)
- O hypnotismu, magnetismu zvířecím, Vídeň 1880
- Theorie dějin podle zásad T. H. Bucklea, Praha (1883)
- Blaise Pascal, jeho život a filosofie, 1883 [68]
- Blaise Pascal a Humeova skepse, Praha (1884)
- O studiu děl básnických, Praha 1884, 1924
- Základové konkrétné logiky, Praha 1885
- Spor o Kanta, Praha 1885, 1924
- Slovanské studie – Slavjanofilství I.V. Kirjejevského, Praha 1885
- O studiu děl básnických II – Příspěvky k estetickému rozboru, Praha 1886
- Náčrt sociologického rozboru, Praha 1886
- Versuch einer concreten Logik (Pokus o concretní logiku), Vídeň 1887
Pokus o konkrétní logiku, třídění a soustava věd, MÚ, Praha 2001 (1. č. vyd.)
Základové konkretné logiky, třídění a soustava věd, MÚ, Praha 2001 (2. č. vyd.)
- Několik myšlenek o úkolech českého studentstva, Praha 1889
- J. A. Komenský Praha 1892, Státní nakladatelství 1920 (2. vyd.) [69]
- O Kollárovi, Praha 1893
- Česká otázka. Snahy a tužby národního obrození. Praha 1895, Praha 1908 (2. vyd.). [70]
- Naše nynější krise. Praha 1895.
- Jan Hus. Naše obrození a naše reformace. Praha 1896, Praha 1908 (2. vyd.), 168 s., ISBN 80-900095-1-4, Jan Kanzelsberger (4. vyd.) Praha 1990. [71]
- Česká otázka – Naše nynější krize – Jan Hus, ÚTGM, Praha 2000 (Česká otázka 8. vyd., Naše nynější krize 7. vyd., Jan Hus 9. vyd.)
- Karel Havlíček, Praha 1896
 Karel Havlíček, Praha 1904 (2. oprav. a dopln. vyd.).
Karel Havlíček, snahy a tužby politického probuzení, ÚTGM, Praha 1996 (4. vyd.) [72]
- Moderní člověk a náboženství, Praha 1896.
Moderní člověk a náboženství, MÚ AV ČR, Praha 2000 (2. vyd.)
- O nynější evoluční filosofii, Praha 1896
- O národech jako úvod do filosofie dějin, Praha 1898
- Jak pracovat? (přednášky z roku 1898), Praha 1926 [73]
- Palackého idea národa českého (německy roku 1898, česky 1912), Praha 1926. [74]
- Hus českému studentstvu, Praha 1899, 1919
- Mnohoženství a jednoženství, Praha 1899 [75]
- Nutnost revidovati proces polenský, Praha 1899 [76]
- Význam procesu polenského pro pověru rituelní, Praha 1900, německy Vídeň 1900
- O pověře rituelní, Praha 1900
- Právo přirozené a historické, Praha 1900
- Hospodářský a sociální význam vzdělání, Praha 1900
- Osm hodin práce, Praha 1900, 1905 [77]
- O oprávněnosti a prospěšnosti osmihodinové práce, Praha 1900, 1905, 1924
- Rukověť sociologie. Podstata a methoda, Praha 1900, 1901
- Naše politická situace, Praha 1901. [78]
- Augustin Smetana a jeho filosofie sociální, Praha 1901
- Ideály humanitní, Praha 1901, 1919. [79]
- Otázka sociální, Praha 1896, německy 1898
Otázka sociální: základy marxismu filosofické a sociologické I. a II., MÚ AV ČR, Praha 2000 (6. č. vyd.). [80]
- Los von Rom! (anglicky), Praha 1902
- Desorganisace mladočeské strany, Praha 1903 [81]
- Organisujme se ku práci, Praha 1903
- V boji o náboženství, Praha 1904 [82]
- O svobodě náboženské a volnosti přesvědčení, Praha 1904
- Národnostní filosofie doby nejnovější, Praha 1905
- Problém malého národa, Kroměříž 1905, Praha 1905, Praha 1937 (první a druhé vydání knižní), Praha 1947 (třetí vydání), 4. vydání ISBN 80-900073-1-7, Vydavatelství Neutralita, Praha 1990
- Přehled nejnovější filosofie náboženství, Praha 1905 [83]
- Politická situace, poznámky ku „Poznámkám dr. Kramáře“ – reforma volebního zákona a rozpuštění říšské rady, Praha 1905
- Politika vědou a uměním, Praha 1906
- Zrcadlo katechetům, Praha 1906 [84]
- Inteligence a náboženství, Praha 1906, 1907
- Americké přednášky, Praha 1907, 1922, 1929 [85]
- Freie wissenschaftliche und kirchlich gebundene Weltantschaung und Lebensauffassung, Wien 1908 [86]
- Věda a církev, Praha 1908 [87]
- Za svobodu svědomí a učení, Praha 1908. [88]
- Student a politika, Praha 1909, 1923
- Tak zvaný velezrádný proces v Záhřebě, Praha 1909
- Žena u Ježíše a Pavla, Praha 1910
- Demokratismus v politice, Praha 1912
- Nesnáze demokracie, Praha 1913. [89]
- Přechod ze střední školy na školu vysokou, Praha 1913, 1919
- Válka a hospodářství, hospodářský boj Anglie a Německa, Praha 1914
- Problém malých národů a evropská krise, Londýn 1915 (anglicky), Berlín 1922 (německy), Praha 1926
- Slované ve světě (Svět a Slované), Paříž – Londýn 1916 (francouzsky a anglicky), Praha 1919
- Spomienky, Londýn 1917
- The New Europe, London 1918
- Rusko a Evropa, Rusko a Evropa a svět (od 1915 řada vydání v různých řečech)
Rusko a Evropa I. – III., ÚTGM, Praha 1995–96 (rev. vyd., 3. díl 1. vyd.) [90]
- Budoucí Čechy, Praha 1919
- Nová Evropa: Stanovisko slovanské, Praha 1920
- O bolševictví, Praha 1921
- Das Neue Europa, C.A.Schwestschke uhd Sohn/Verlagsbuchhandlung, Berlin 1922
- The Slaws after the War, London 1922
- Slované po válce, Praha 1923 „Les Slaves aprés la guerre“, Paris 1923 „Slowienje po wójnie“, Lublaň 1923 „Sloviane po wojnie“, Varšava 1924 [91]
- Světová revoluce. Za války a ve válce 1914–1918., Praha 1925, 1930, 1936, 1938.
Světová revoluce. Za války a ve válce 1914–1918., ÚTGM / MÚ AV ČR, Praha 2004, ISBN 80-86142-17-5 / ISBN 80-86495-27-2 [92]
- Velicí mužové, Státní nakladatelství, Praha 1926 [93]
- O ženě, Praha 1929 [94]
- Kult Rozumu a Nejvyšší bytosti (1793–1794) Adolf Synek, Praha, 1934 [95]